# Римский легион

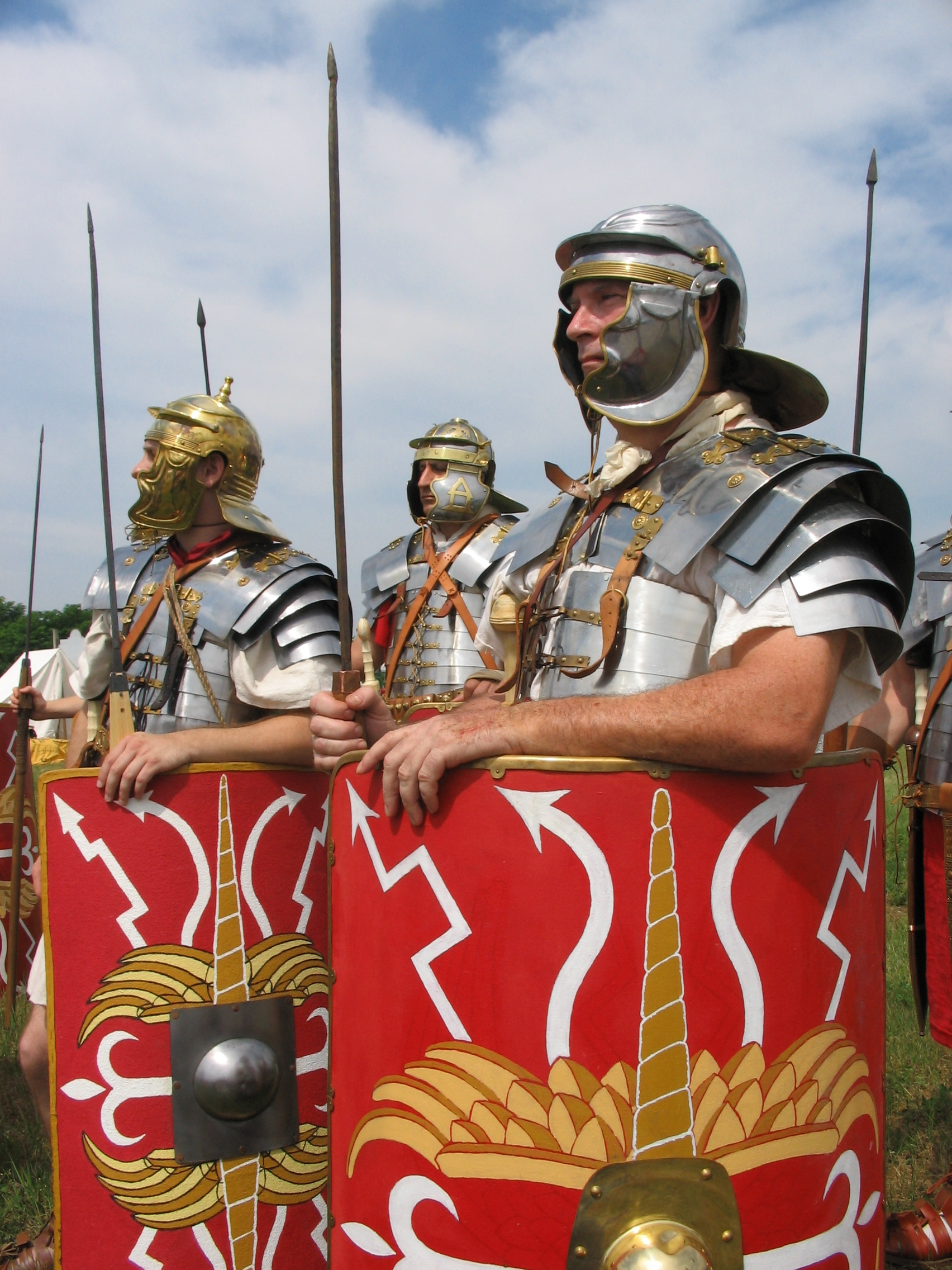
Римские легионеры (реконструкция)

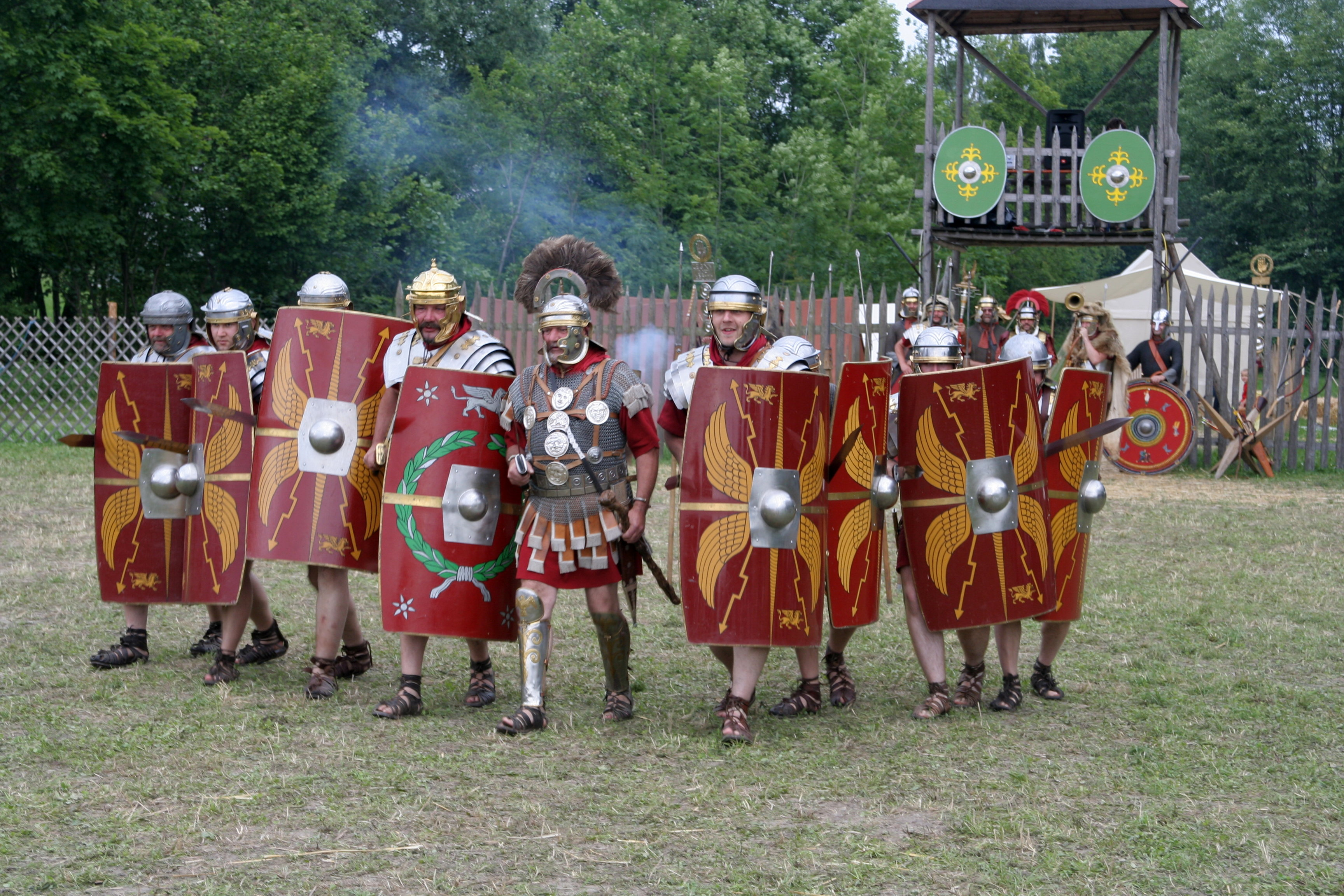
Легионеры в строю (реконструкция)

Легио́н (лат. legio, род. падеж legionis — военный сбор, от lego и legere — собирать) — основная организационная единица в войске Древнего Рима, времён поздней республики и империи.
Легион в Древнем Риме состоял из 2 000 — 10 000 (в более поздние периоды 4 420) пехотинцев и нескольких сотен всадников. Каждый легион имел свой номер и название. По сохранившимся письменным источникам идентифицировано примерно 50 различных легионов, хотя считается, что их число в каждый исторический период не превышало двадцати восьми, но при необходимости оно могло быть увеличено. Во главе легиона в период Республики стоял военный трибун, в период Империи — легат. Позже под таким названием создавались формирования в вооружённых силах многих государств (См. раздел Легионы в новой истории).

## Легион Римских царей
Первоначально легионом называлось всё римское войско, представлявшее собой ополчение численностью около 3 000 человек пехоты и 300 всадников из имущих граждан, собиравшихся только во время войны против своих итальянских соседей (городов-государств) или для военного обучения жителей Рима.
Тип организации: племенное ополчение, пропорционально формируемое из состава основных родов (курий) по десятичному принципу (каждый род, а их всего было 33, выставлял 100 пехотинцев — центурию и 10 всадников — всего 3300 пехотинцев + 330 всадников), каждым отрядом ополчения в 1000 человек командовал трибун (от триба — племя).
Тем самым военная мощь курии и общины в целом ставилась в зависимость от естественного воспроизводства мужского населения. В ранний царский период, когда римская община ещё не достигла своих демографических пределов и была открыта для принятия новых родов из соседних покорённых племён, эти отрицательные стороны ещё были скрыты. Но в VII в. до н. э., как явствует из данных письменной традиции, образование новых курий и сравнительно лёгкое принятие новых родов в уже существующие сходят на нет, и вскоре тормозящая роль куриатного принципа формирования войска особенно ярко проявилась при столкновении римлян в конце VII и в VI в. до н. э. с таким сильным народом, как этруски.
В VIII веке до н. э. воины сражались пешими, а оружием их были копья, дротики, мечи, кинжалы и топоры. Только самые богатые могли позволить себе доспех, ограничивавшийся чаще всего шлемом и небольшой пластиной, которая прикрывала лишь грудь.
В VII—VI веке до н. э. римское войско, предположительно, представляло собой типичную этрусскую армию, так как римляне находились под властью этрусков и армия включала в себя представителей римлян, этрусков (формировавших фалангу) и латинян (сражавшихся, по привычке, в свободном строю). Этрусско-римская армия состояла из 40 центурий гоплитов (I разряд), которые были вооружены по греческому образцу; 10 центурий копейщиков со средним вооружением (II разряд), вооружённых по италийскому образцу копьём и мечом, а также имеющих шлем, поножи и италийский щит (скутум); 10 центурий легковооружённых копейщиков (III разряд), у которых были копьё, меч, шлем и скутум; 10 центурий застрельщиков (IV разряд), владевших копьём, дротиком и скутумом; и, наконец, 15 центурий пращников (V разряд). Размер центурий зависел от того, какого размера армия требовалась. По такой же схеме строилась армия из ветеранов, которые составляли внутренний гарнизон.

### РеформаСервия Туллия(VI век до н. э.)
Организация: имущественный ценз и возрастное деление (более старшие находились в резервах и гарнизонах, выделяли так называемых «юниоров» (от 18 до 46 лет) и «сениоров» (старше 46 лет)), всеобщая воинская обязанность для граждан, высшее командование — два военных трибуна.
Тактика: основное построение фалангой с конницей на флангах и лёгкой пехотой вне строя
- I разряд (имущество более 100 тыс. ассов) — Воины этого разряда формировали 80 центурий и должны были иметь панцирь (lorica), шлем (galea), поножи (ocrea), круглый щит типа clipeus, а из наступательного оружия (tela) — копьё (hasta) и меч (gladius или mucro). Такое полное вооружение в целом соответствует типу так называемого гоплитского снаряжения. Воины 1-го разряда стояли в фаланге в первом ряду.
- II разряд (имущество более 75 тыс. ассов) — Воины этого разряда формировали 20 центурий и должны были иметь шлем (galea), поножи (ocrea), щит (scutum), меч (gladius) и копьё (hasta). Историки отводят этим бойцам место во втором ряду войска.
- III разряд (имущество более 50 тыс. ассов) — Воины этого разряда формировали 20 центурий и должны были иметь шлем, щит, меч и копьё. В строю они соответственно занимали 3-й ряд.
- IV разряд (имущество более 25 тыс. ассов) — Воины этого разряда формировали 20 центурий и должны были иметь щит (scutum), меч (gladius или mucro), а также два копья (длинное hasta и метательный дротик verrutum). Воины 4-го разряда занимали последнюю линию в бою, а также, по некоторым данным, прикрывали легион в случае отхода.
- V разряд (имущество более 11 тыс. ассов) — Воины этого разряда формировали 30 центурий и должны были иметь пращу. Они находились вне строя и выполняли вспомогательную роль.

Центурии различных разрядов были, несомненно, разной величины.

## Легион периодаранней республики

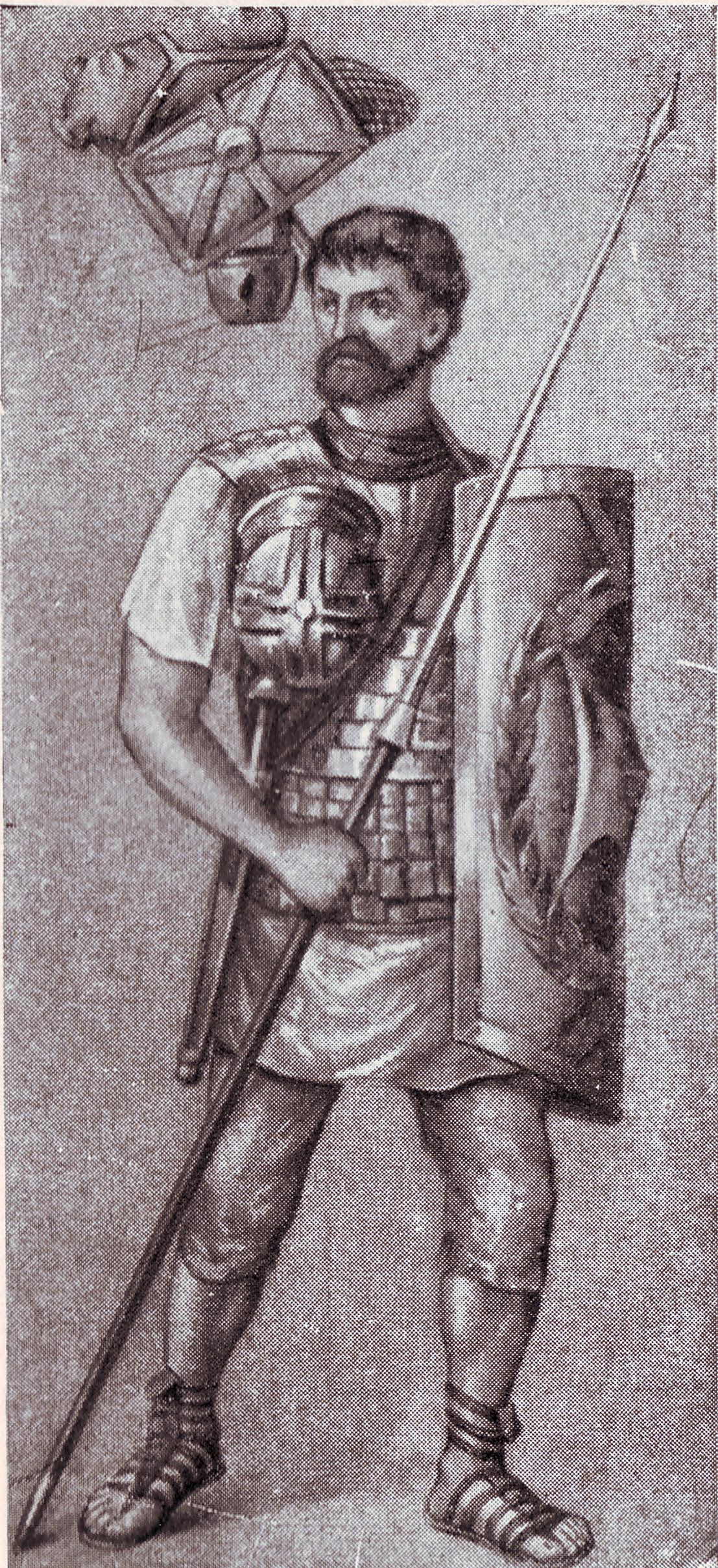
Легионер в походе. Реконструкция. Легионер в полном вооружении; шлем висит на особом крючке, прикреплённом к панцирю. На палке (furca) легионер несёт багаж, состоящий из сундучка, сетки для провианта, горшка с ложкой и меха для воды. В случае тревоги поклажу можно было мгновенно бросить

В определённый период времени (возможно, в ранний период Римской республики, которую возглавляли два консула) легион (римское войско) был разделён на два отдельных легиона, каждый из которых подчинялся одному из консулов.
В первые годы Римской республики военные действия представляли собой в основном вооружённые набеги, а поэтому неизвестно, задействовалась ли в ходе военных действий полная боевая мощь легиона.
В дальнейшем войны, которые вела Римская республика, становились всё более частыми и начали принимать характер спланированных военных действий. В IV веке до н. э. каждому консулу подчинялись уже по два легиона, так что их общее число увеличилось до четырёх. При необходимости ведения военной кампании набирались дополнительные легионы.
С 331 до н. э. во главе каждого легиона встал военный трибун. Внутренняя структура легиона усложнилась, боевой порядок с классической фаланги был изменён на манипулярный, и одновременно была усовершенствована тактика боевого использования легионов.
С начала IV века до н. э. воинам было установлено небольшое жалование. Легион стал насчитывать 3000 человек тяжёлой пехоты (принципы, гастаты, триарии), 1200 человек лёгкой пехоты (велиты) и 300 человек кавалерии.
Различные категории комплектовались различными имущественными классами римских граждан и имели разное вооружение.
Организация: первоначально 4200 пехоты в 30 тактических подразделениях — манипулах (состоящих из 2 центурий по 60—120 воинов), сведённых в 10 когорт, и 300 всадников в 10 турмах.
Тактика: переход от фаланги к манипулярному построению (чёткое деление на 3 линии и подразделения-манипулы в ряд с промежутками). Боевой порядок легиона состоял из 3 линий по 10 манипул в каждой.
- гастаты — 1200 человек=10 манипул=20 центурий по 60 человек — 1 ряд;
- принципы — 1200 человек=10 манипул=20 центурий по 60 человек —2 ряд;
- триарии — 600 человек=10 манипул=20 центурий по 30 человек — 3 ряд;
- лёгкая пехота — велиты, вне строя (1200 человек);
- кавалерия на флангах.

К началу 2-й Пунической войны (218 до н. э. — 201 до н. э.) число пехоты было увеличено до 5000—5200 человек путём увеличения численности отдельных центурий.
Кроме того, к легиону придавались отряды союзных сил (алы, от alae — крылья, располагавшиеся на флангах) под командованием префектов, выполняющих функции трибунов легиона. Как правило, численность союзных отрядов была несколько больше численности легиона. Вспомогательные части (называемые также ауксилиариями) и в дальнейшем входили в состав армии.
В связи с разорением свободного крестьянства была отменена воинская повинность, солдатам было увеличено жалование, и римская армия стала профессиональной наёмной армией.

### Состав легиона
В эпоху Республики в состав легиона входили следующие
Лёгкая пехота. Велиты, вооружённые дротиками и мечами, не имели строго определённого места и назначения в боевом порядке. Их использовали там, где в этом существовала необходимость.
Тяжёлая пехота. Основная боевая единица легиона. Она состояла из граждан-легионеров, которые могли позволить себе приобрести снаряжение, куда входили бронзовый шлем, щит, доспехи и короткое копьё — дротик пилум (pilum). Излюбленное оружие — гладиус (короткий меч). Тяжёлая пехота подразделялась в соответствии с боевым опытом легионеров (до реформ Гая Мария, который отменил деление пехоты на классы и превратил легионы в профессиональную армию) на три линии боевого порядка:
Гастаты (hastatus) — наиболее молодые — 1 ряд
Принципы (princeps) — воины в расцвете сил (25—35 лет) — 2 ряд
Триарии (triarius) — ветераны — в последнем ряду; в бою их задействовали лишь в самых отчаянных и сложных ситуациях.
Каждая из трёх линий делилась на тактические подразделения-манипулы по 60—120 воинов, составлявших 2 центурии под командой старшего из двух центурионов (центуриона II ранга). Номинально центурия состояла из 100 воинов, но в действительности она могла насчитывать до 60 человек, особенно в манипулах триариев.
Кавалерия: Тяжёлая кавалерия (эквиты) первоначально представляла собой самый престижный род войск, где обеспеченная римская молодёжь могла продемонстрировать свою доблесть и умение, закладывая тем самым основы своей будущей политической карьеры. Кавалерист сам покупал вооружение и снаряжение — круглый щит, шлем, доспехи, меч и копья. Легион насчитывал примерно 300 кавалеристов, разбитых на подразделения (турмы) по 30 человек под командой декуриона. Кроме тяжёлой кавалерии, имелась также лёгкая кавалерия, которая набиралась из менее состоятельных граждан и молодых богатых граждан, не подходивших по возрасту в гастаты или эквиты.

Велиты
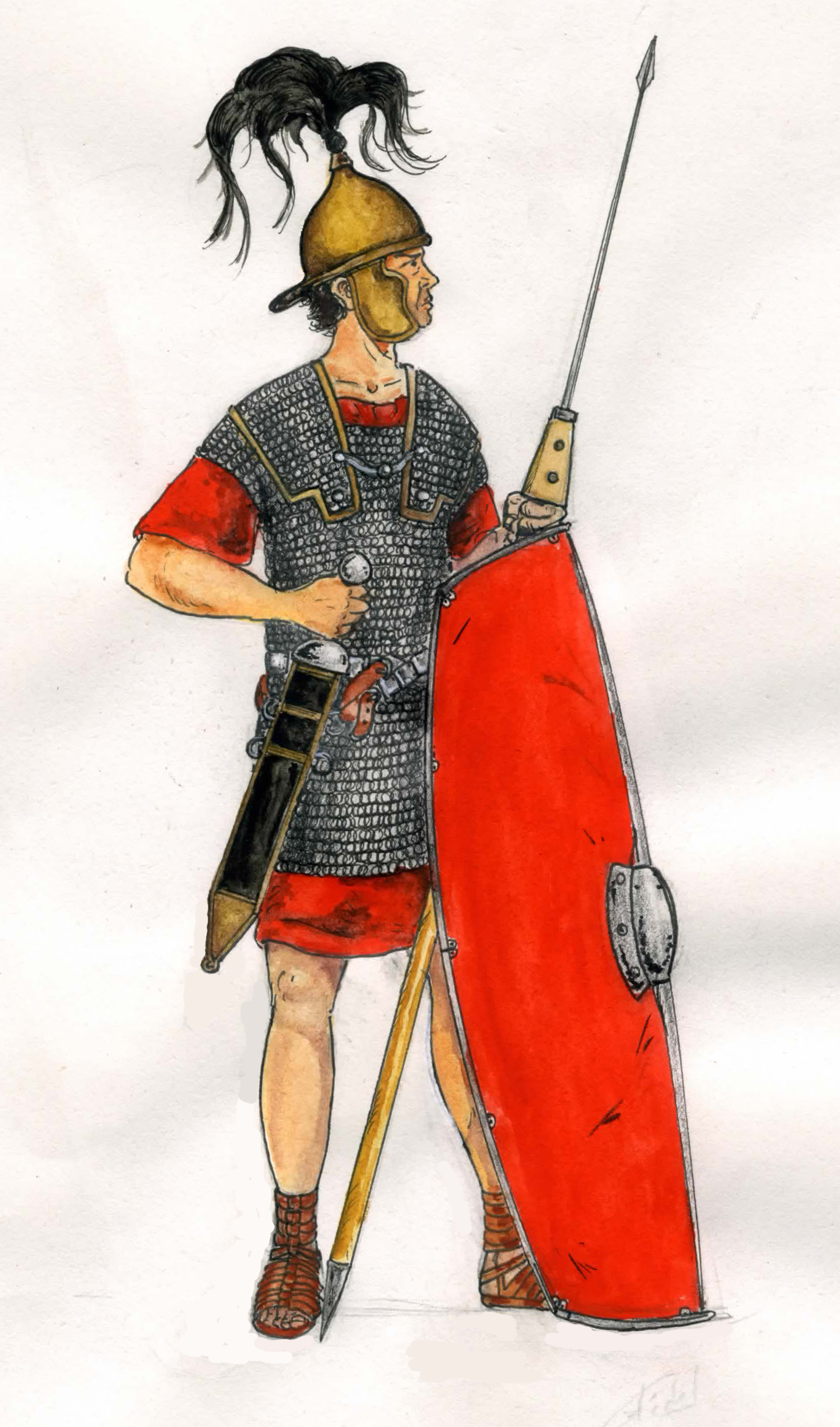
Гастаты/Принципы
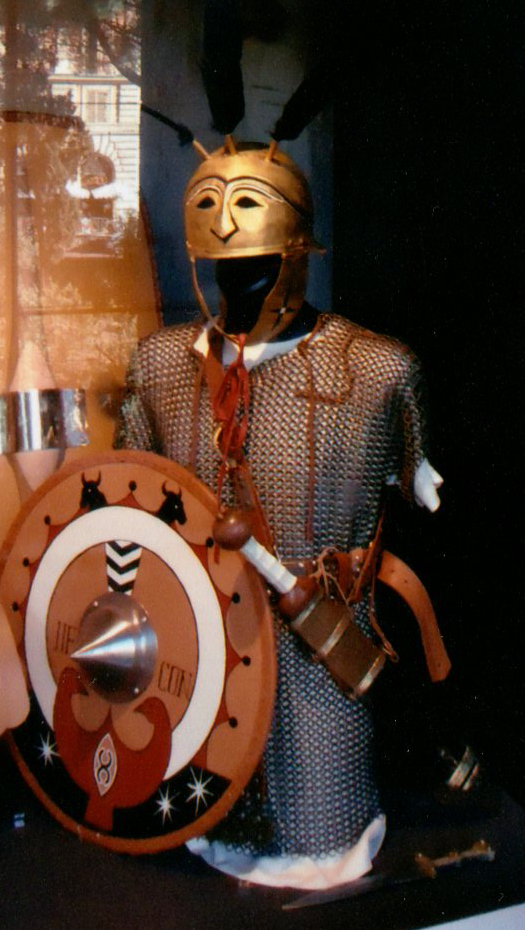
Триарии
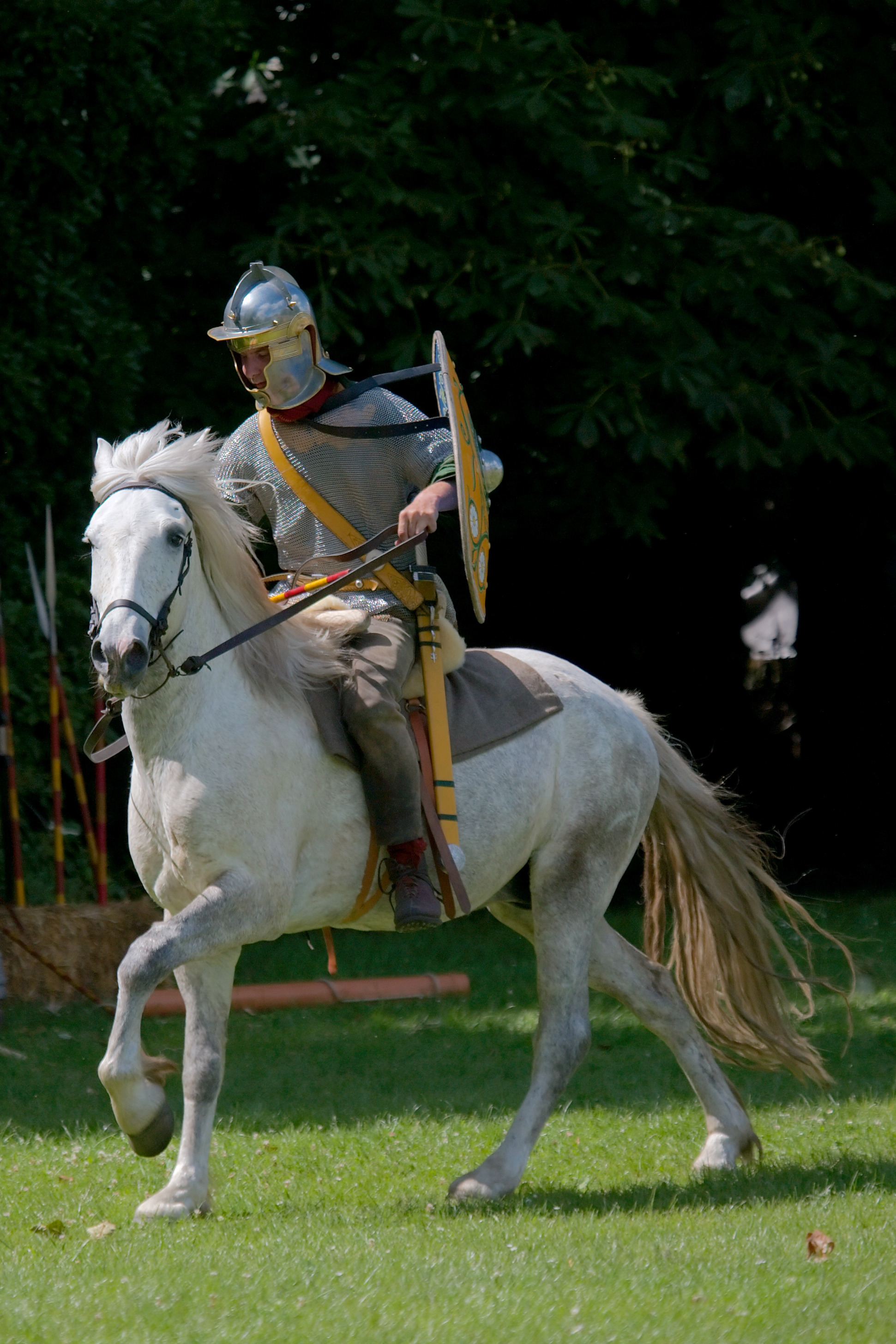
Эквиты

В бою манипулы обычно располагались в шахматном порядке, который именовался quincunx. Манипулы принципов прикрывали промежуток между гастатами, а тех прикрывали манипулы триариев. Шахматный порядок — ранняя структура построения легиона. После II века до н. э. преобладает сплошное построение, без разрывов.

## Легион периода поздней республики

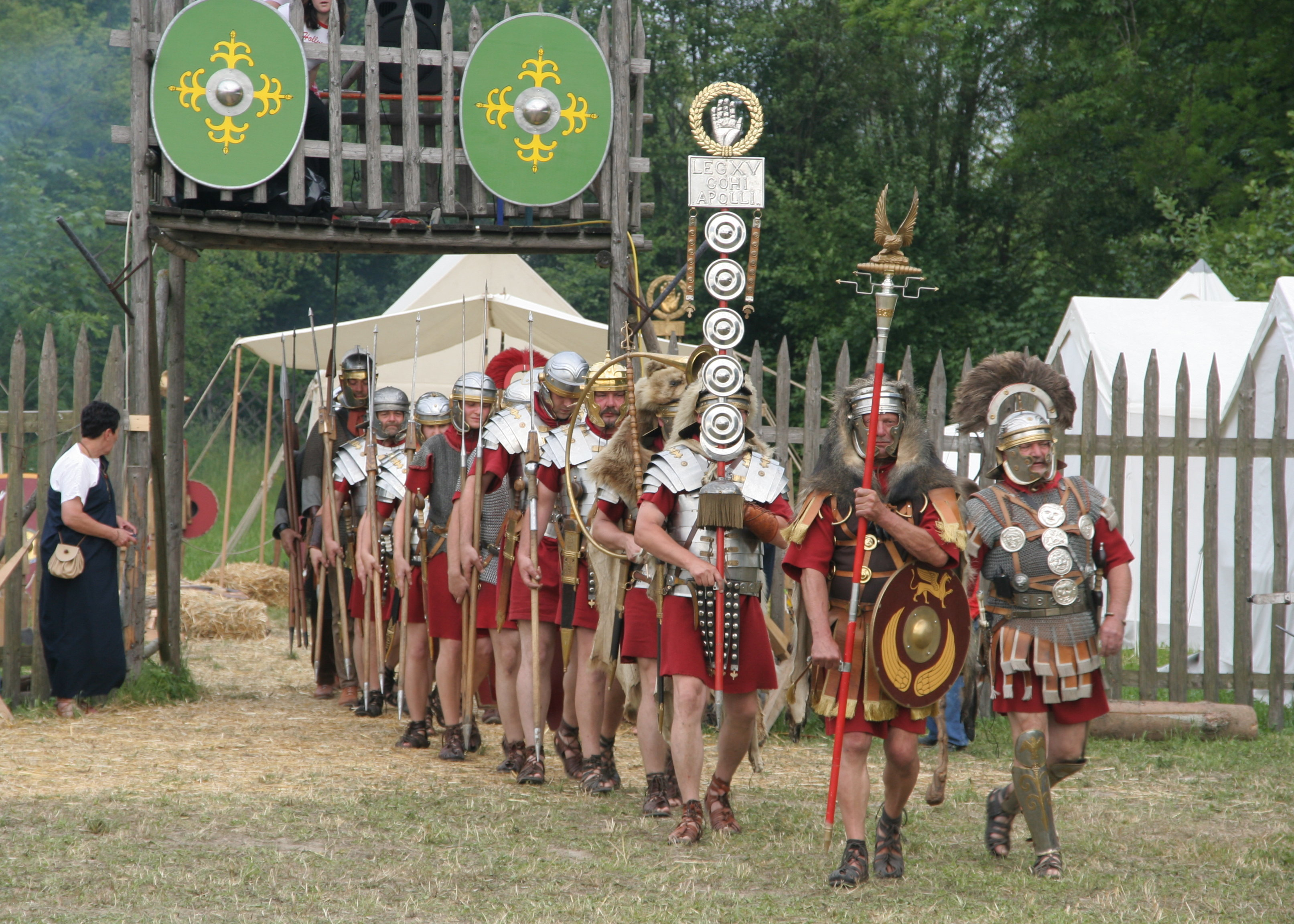
Выход из лагеря (реконструкция)

Организация: в результате реформы Гая Мария когорты заменяют манипулы в качестве основного тактического подразделения легиона. Когорта состоит из 6 центурий. Были также специализированные (например, пожарные) когорты.
Легион состоял примерно из 4800 легионеров и значительного числа вспомогательного персонала, слуг и рабов. В легион могло входить до 6000 воинов, хотя временами их число уменьшалось до 1000, чтобы лишить своевольных военачальников поддержки. Легионы Юлия Цезаря насчитывали примерно по 3300—3600 человек.
Каждому легиону придавались вспомогательные войска почти такой же численности. В их состав входили многочисленные специалисты — сапёры, разведчики, врачи, знаменосцы (римская армия не имела знамён в современном понимании слова — их заменяли легионные гербы в виде орлов на длинном древке), секретари, персонал метательных орудий и осадных башен, различные обслуживающие подразделения и подразделения из неграждан (римское гражданство им предоставлялось по увольнении) — лёгкая кавалерия, лёгкая пехота, работники оружейных мастерских.
В период принципата в легионах появилась постоянная медицинская служба, в которую входили хирурги, терапевты, окулисты, специалисты по лечению укусов змей, фармацевты, ветеринары, капсарии (санитары) и т.д. В каждом постоянном военном лагере и крепости имелся госпиталь, на период похода в легионах имелись специальные госпитальные палатки. По мнению некоторых авторов, искусство римских военных хирургов находилось на такой высоте, на которую оно не вернулось в Европе и спустя тысячу лет после падения Рима.
Без дела римские войска не сидели: в мирное время или в перерывах между кампаниями им поручали не менее важную гражданскую работу. Легионеры активно участвовали в строительстве, например, в прокладке дорог; так же они выполняли полицейские функции, собирали налоги и помогали тушить пожары (вигилы). 

## Политическая роль легионов
В эпоху поздней Республики и Империи легионы стали играть серьёзную политическую роль. Не случайно Август после тяжелейшего поражения римлян в Тевтобургском Лесу (9 г. н. э.) воскликнул, схватившись за голову, — «Квинтилий Вар, верни мне мои легионы». Они могли обеспечить будущему императору захват и удержание власти в Риме — или, наоборот, лишить его всяких надежд. С целью ослабить возможную угрозу использования военной мощи легионов претендентами на власть в Риме, наместникам провинций было запрещено покидать свою провинцию вместе с подчинёнными им войсками. Когда Юлий Цезарь пересёк Рубикон и привёл в Италию свои войска, это вызвало острый политический кризис в Риме.
Легионы играли также огромную роль в деле романизации варварского населения. Будучи размещёнными на границах Империи, они привлекали к себе торговцев из центра и, таким образом происходил культурный обмен между римским миром и варварским. Определённое значение для романизации окраин имел и тот факт, что имперский период солдаты из числа варваров после завершения службы в армии получали римское гражданство и становились ревностными приверженцами римского образа жизни и распространителями латыни.

## Имперские легионы

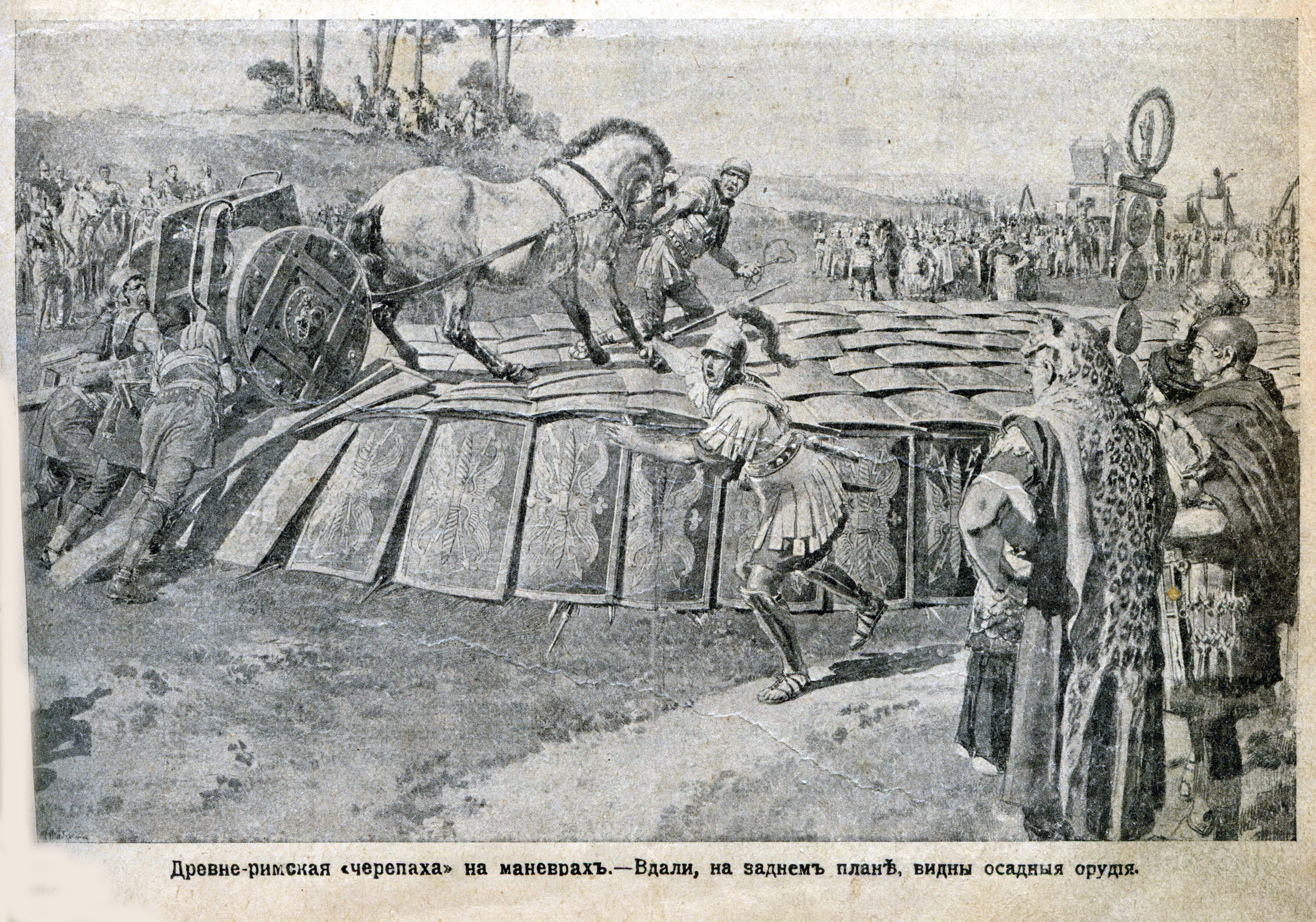
Римская «черепаха» на манёврах

При императоре Августе число легионов, сильно выросшее за время гражданских войн, было сокращено до 25 единиц к концу его правления.
Переход в эпоху империи к созданию более многочисленных легионов постоянного состава был вызван в основном внутренними причинами — стремлением обеспечить верность легионов императору, а не военачальникам. Названия легионов происходили от названий провинций, в которых они были созданы (Италийский, Македонский).
На имперский период экипировка легионера состояла из следующих элементов:
- Пенула, Сагум (лёгкая накидка и шерстяной плащ)
- Фокале
- Субармалис
- Туника
- Браки
- Сублигакулум
- Калиги, Кальцеи (обувь)
- Носки
- Обмотки

Защитные предметы экипировки, содержащие в своей основе металл:
- Галеа (шлем)
- Сегментата, Сквамата, Хамата (доспехи)
- Цингулум (пояс)
- Маника (наруч)
- Окреа (поножи)

Предметы вооружения:
- Пилум (копьё)
- Гладиус (основной меч)
- Пугио (кинжал)
- Скутум (щит)

Дополнительные элементы:
- Фибула (застёжка)
- Кольца
- Саккус
- Кошелёк

Легион стал возглавлять легат (legatus) — обычно это был сенатор, занимавший эту должность в течение трёх лет. Ему непосредственно подчинялись шесть военных трибунов — пять штабных офицеров и шестой — кандидат в сенаторы.

### Офицеры легиона

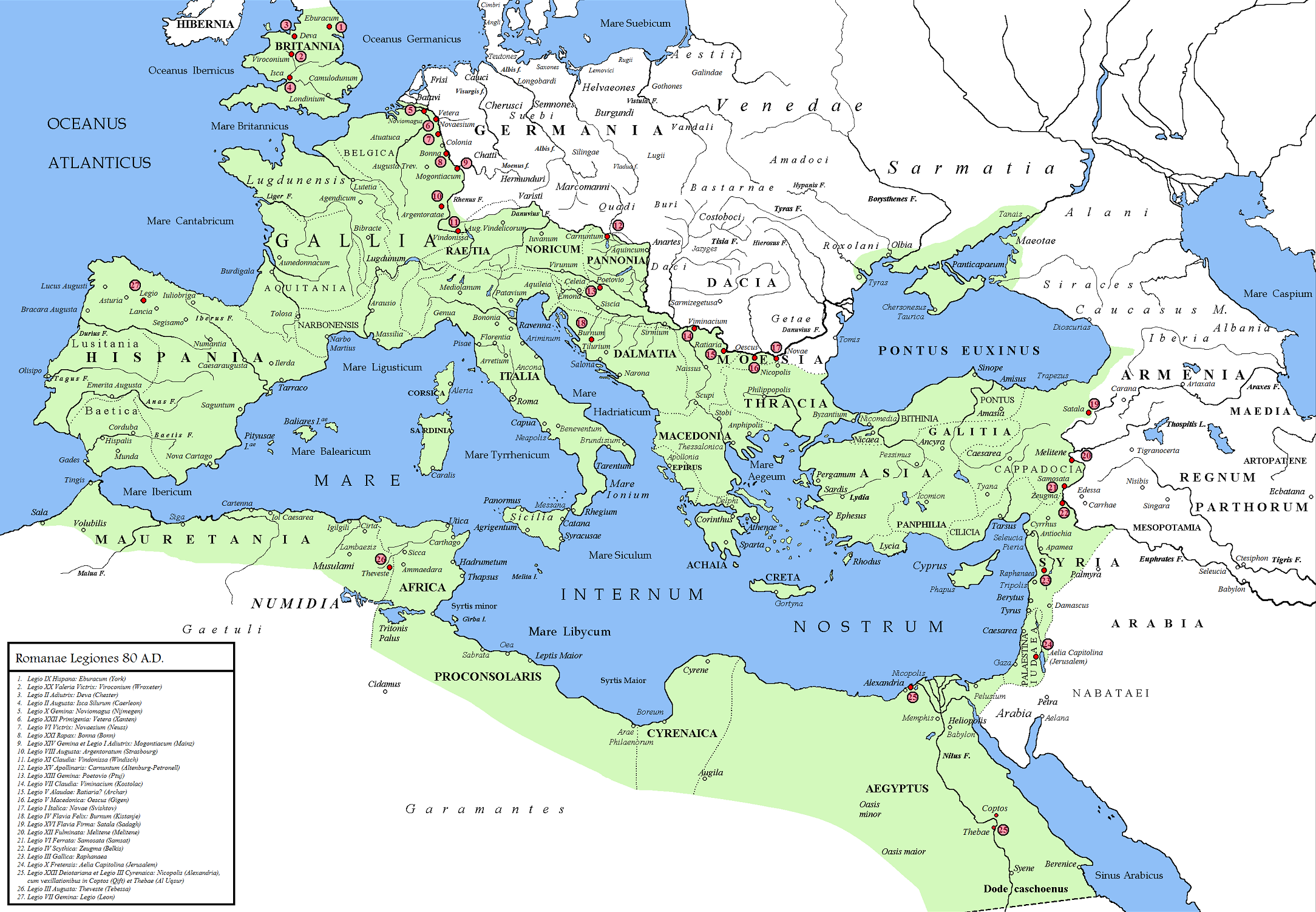
Дислокация легионов. 80 год.

#### Старшие офицеры
- Легат Августа пропретор (Legatus Augusti pro praetore): Командир двух или более легионов. Императорский легат также служил губернатором провинции, в которой легионы, которыми он командовал, были расквартированы. Из сенаторского сословия, Императорский легат назначался самим императором и обычно занимал должность на протяжении трёх или четырёх лет.
- Легат легиона (Legatus Legionis): Командующий легионом. На этот пост император обычно назначал бывшего трибуна на три—четыре года, но легат мог занимать свой пост и гораздо дольше. В провинциях, где был расквартирован легион, легат одновременно являлся и наместником. Там, где находилось несколько легионов, у каждого из них был свой легат, и все они находились под общим командованием у наместника провинции.
- Трибун латиклавий (Tribunus Laticlavius): Этого трибуна в легион назначал император или сенат. Обычно он был молод и обладал меньшим опытом, чем пятеро военных трибунов (Tribuni Angusticlavii — см. ниже), тем не менее должность его была второй по старшинству в легионе, сразу после легата. Название должности происходит от слова «laticlava», которое означает две широкие пурпурные полосы на тунике, положенной чиновникам сенаторского ранга.
- Префект лагеря (Praefectus Castrorum): Третий по старшинству пост в легионе. Обычно его занимал получивший повышение выходец из солдат-ветеранов, ранее занимавший пост одного из центурионов.
- Трибуны Ангустиклавии (Tribuni Angusticlavii): В каждом легионе имелось пять военных трибунов из сословия всадников. Чаще всего, это были профессиональные военные, которые занимали высокие административные посты в легионе, а во время боевых действий могли, при необходимости, командовать легионом. Им полагались туники с узкими пурпурными полосами (angusticlava), откуда и происходит название должности.

#### Средние офицеры
- Примипил (Primus Pilus): Самый высокий по рангу центурион легиона, возглавлявший первую сдвоенную центурию. В I—II веках н. э. при увольнении с военной службы примипил зачислялся в сословие всадников и мог на гражданской службе достичь высокой всаднической должности. Название дословно означает «первая шеренга». Из-за сходства слов pilus (шеренга) и pilum (пилум, метательное копьё) термин иногда неправильно переводится как «центурион первого копья».
- Центурион (Centurio): В каждом легионе имелось 58 центурионов, командиров центурий. Центурионы представляли собой основу и костяк профессиональной римской армии. Это были профессиональные воины, которые жили повседневной жизнью своих подчинённых-солдат, а в ходе боя командовали ими. Обычно этот пост получали солдаты-ветераны, однако центурионом можно было стать и по непосредственному указу императора или иного высокопоставленного чиновника. Когорты имели нумерацию с первой по десятую, а центурии внутри когорт — с первой по шестую (при этом в первой когорте было лишь пять центурий, но первая центурия была двойная) — таким образом, в легионе было 58 центурионов и примипил. Номер центурии, которой командовал каждый центурион, непосредственно отражал его положение в легионе, то есть самое высокое положение занимал центурион первой центурии первой когорты, а самое низкое — центурион шестой центурии десятой когорты. Пять центурионов первой когорты назывались «Primi Ordines». В каждой когорте центурион первой центурии именовался «Pilus Prior».

#### Младшие офицеры
- Опцион (Optio): Помощник центуриона, заменял центуриона в бою в случае его ранения. Выбирался самим центурионом из своих солдат.
- Тессерарий (Tesserarius): Помощник опция. В его обязанности входили организация караулов и передача паролей часовым.
- Декурион (Decurio): Командовал отрядом конницы от 10 до 30 всадников в составе легиона.
- Декан (Decanus): Командир 10 солдат, с которыми он жил в одной палатке.

#### Специальные почётные посты
- Аквилифер (Aquilifer): Чрезвычайно важный и престижный пост (дословный перевод — «несущий орла»). Потеря символа, «орла», считалась ужасным бесчестьем, после которого легион расформировывался. Если орла удавалось отбить или вернуть иным способом, легион заново формировали с тем же именем и номером.
- Сигнифер (Signifer): В каждой центурии был казначей, который отвечал за выплату жалования солдатам и сохранность их сбережений. Он же нёс боевой значок центурии (Signum) — древко копья, украшенное медальонами. Наверху древка находился символ, чаще всего орёл. Иногда — изображение открытой ладони.
- Драконарий (Draconarius): Кавалерийская должность аналогичная пехотному сигниферу. Возил верхом штандарт турмы (или алы) в виде дракона, появившегося в позднее время.
- Имагинифер (Imaginifer): В бою нёс изображение императора (лат. imago), который служил постоянным напоминанием о верности войска главе Римской империи.
- Вексиллярий (Vexillarius): В бою нёс штандарт (вексиллум, позднее лабарум) определённой пехотной или кавалерийской части римских войск.
- Иммуны (Immunes): Иммунами были легионеры, которые обладали специальными навыками, дававшими им право на получение повышенной зарплаты, и освобождали их от труда и сторожевой службы. Инженеры, артиллеристы, музыканты, писари, интенданты, инструкторы по владению оружием и строевой подготовке, плотники, охотники, медицинский персонал и военная полиция — были все иммунами. При этом они были полностью обученными легионерами, и могли служить в боевой линии, когда это было необходимо.
- Корницен (Cornicen): Легионные трубачи, игравшие на медном роге — корну. Находились рядом со знаменосцем, отдавая команды на сбор к боевому значку и передавая солдатам приказы командира сигналами горна.
- Тубицен (Tubicen): Трубачи, игравшие на «тубе», представлявшую собой медную или бронзовую трубку. Тубицены, находящиеся при легате легиона, призывали воинов к атаке или трубили отступление.
- Буцинатор (Bucinator): Трубачи, играющие на буцине.
- Эвокат (Evocatus): Солдат, отслуживший срок и вышедший в отставку, но вернувшийся на службу добровольно по приглашению консула или другого командира. Такие добровольцы пользовались особо почётным положением в войске, как опытные, закалённые солдаты. Их выделяли в особые отряды, чаще всего состоявшие при полководце как его личная охрана и особо доверенная гвардия.
- Дупликарий (Duplicarius): Выслужившийся рядовой легионер, получавший двойное жалование.

### Реформы Августа
Организация: легат легиона — единственный командир, первая когорта имеет удвоенное число людей, вводится должность префекта лагеря.
Формирование: служба разрешена для жителей провинций, но командные должности — только для римских граждан.
Привилегии: служба во вспомогательных подразделениях даёт гражданство переселенцам, повышается жалование.
Вооружение: поножи больше не используются. В I в. н. э. в германских легионах появляются сегментные латы. Во время дакийской кампании Траяна пехотинцами используются наручи.

### РеформыАдриана

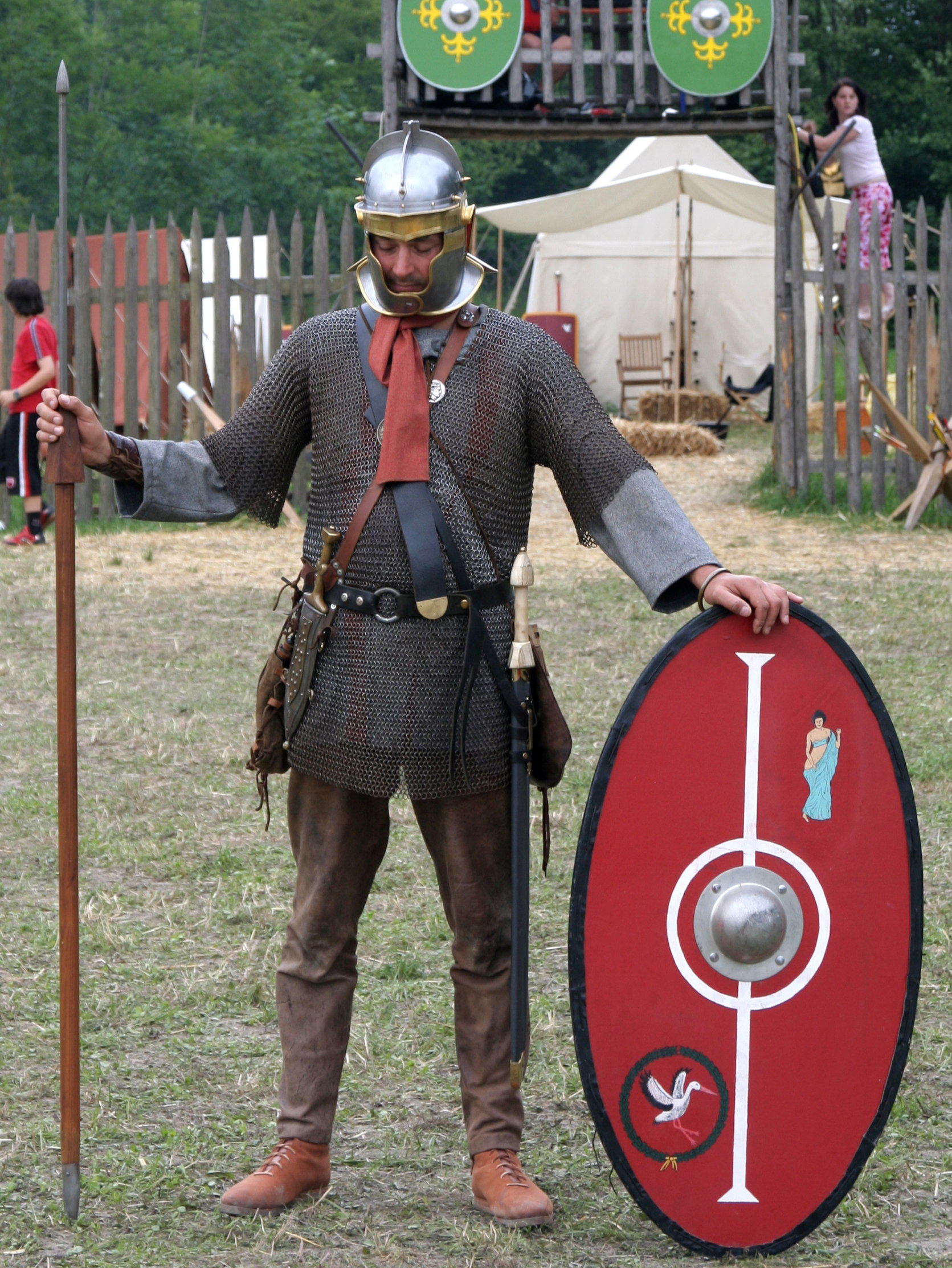
Легионер из ауксилии, II в. н. э.

Организация: увеличение полномочий трибунов, снижение полномочий центурионов.
Формирование: легионы формируются в местах постоянной дислокации.
Вооружение: совершенствуется снаряжение кавалерии.

### РеформыСептимия Севера
Организация: префект лагеря становится префектом легиона и берёт на себя часть его полномочий.
Формирование: негражданам разрешается занимать командные должности.
Вооружение: длинный меч спата вытесняет традиционный гладиус, что косвенно указывает на изменение в характере боевых построений, ведь с длинным мечом проще сражаться в менее плотном строю, чем гладиусом, более приспособленным для плотного строя. Пилум вытесняется пикой-ланцеей и дротиками, легионеры начинают использовать плоский щит ауксилиев вместо полуцилиндрического.

### РеформыГаллиена
Организация: сенаторам запрещается занимать военные должности (при этом префекты из числа всадников окончательно заменяют легатов во главе легионов), упраздняются посты военных трибунов.

### РеформыДиоклетианаиКонстантина

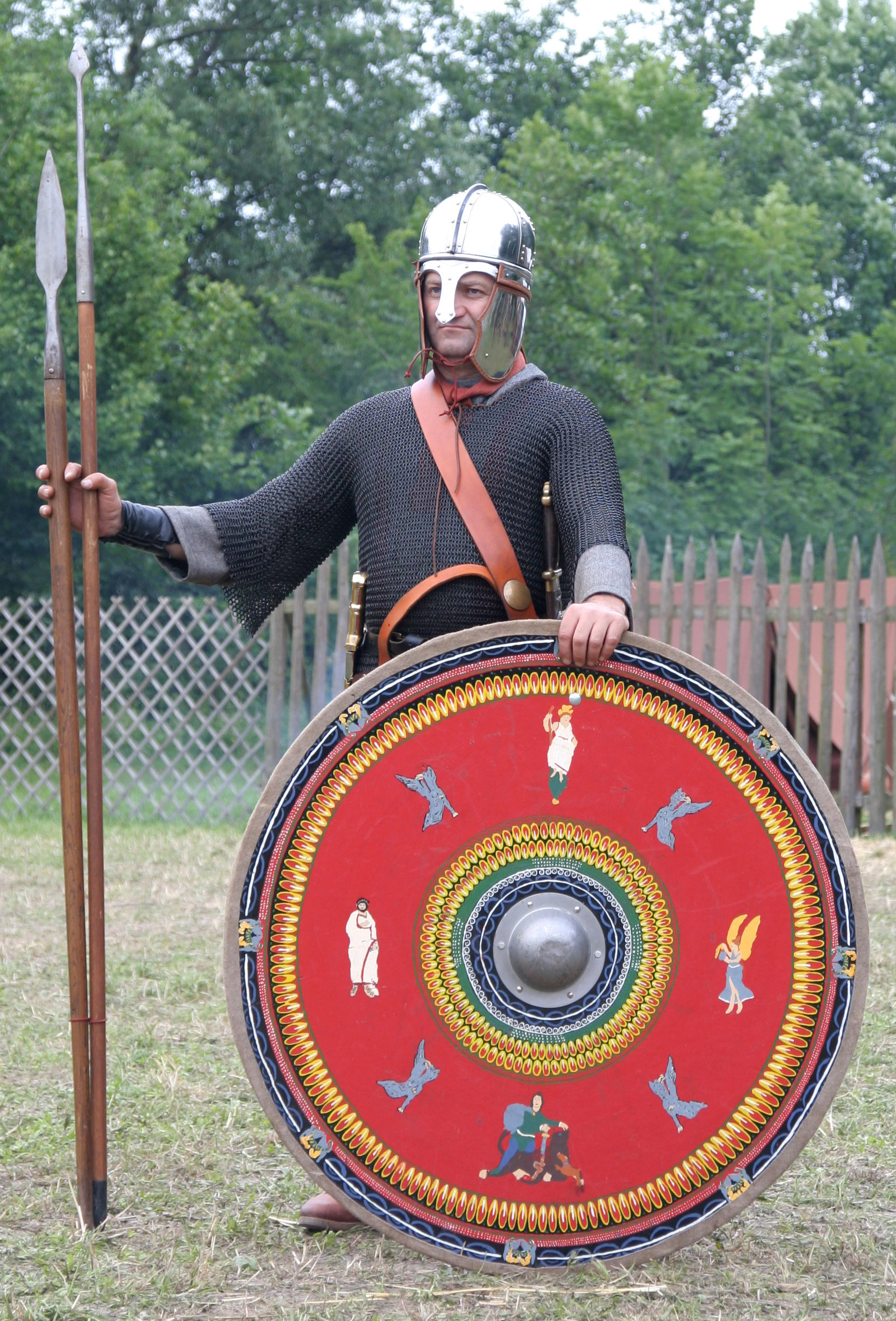
Легионер, северные провинции, III в. н. э.

Константин разделил армию на две части — сравнительно лёгкие пограничные войска и тяжёлых солдат полевой армии (первые должны были сдерживать врага, а вторые уничтожать его)
Организация: переход к комплектованию пограничных легионов из варваров, разделение легионов — максимум 1000 человек с трибуном во главе, значительная часть армии служит внутри страны, конница больше не придаётся легионам.
С III века н. э. боевые качества легионов постепенно падают в связи с варваризацией армии, кроме того, всё большую роль начинает играть конница.
Легионы (теперь в значительной части состоящие из германцев) строятся в колонны, переходят на копьё и спату вместо пилума и гладиуса, используют овальный щит ауксилия вместо скутума, а также существенно облегчаются доспехи. В конце существования Западной Римской империи они всё чаще уступают место наёмным варварским подразделениям или сами в основном состоят из тех же варваров, но последние легионы были расформированы уже в Византийской империи при переходе к фемной системе.
Первым начал реформу по разделению войск на манёвренные (comitatensis) и пограничные (limitanei) император Диоклетиан после 284 г. При этом из состава limitanei выделялись легионы береговой обороны (legiones riparienses), сформированные заново или переформированные из старых частей. По количеству военнослужащих (5500 чел.) они почти не уступали прежним имперским легионам. Основные силы береговых частей дислоцировались на Дунайской границе, в провинциях Moesia II и Scythia. Подразделения и штаб I Италийского легиона находилась в Novae и Sexaginta Prista, II Геркулиева легиона (после 284) — в Troesmis и Axiupoli. Эти части имели особую организационно-штатную структуру. Каждым легионом командовал praefectus legionis, а во главе подразделений, занимавших выделенные им участки границы, стояли префекты побережья (praefectus ripae). Префекту легиона подчинялись 10 пехотных когорт. Когорты взаимодействовали с четырнадцатью вспомогательными отрядами всадников (cunei equitum), разбросанными от Sucidava до Appiaria, а также с флотилией лёгких речных кораблей (musculorum Scythiorum et classis), база которой находилась в Платейпегиях. Фактически легионы береговой обороны (legiones riparienses) являлись оперативными соединениями разнородных сил, предназначенных для выполнения комплексных боевых задач в прибрежной зоне.

## Вооружение легионеров

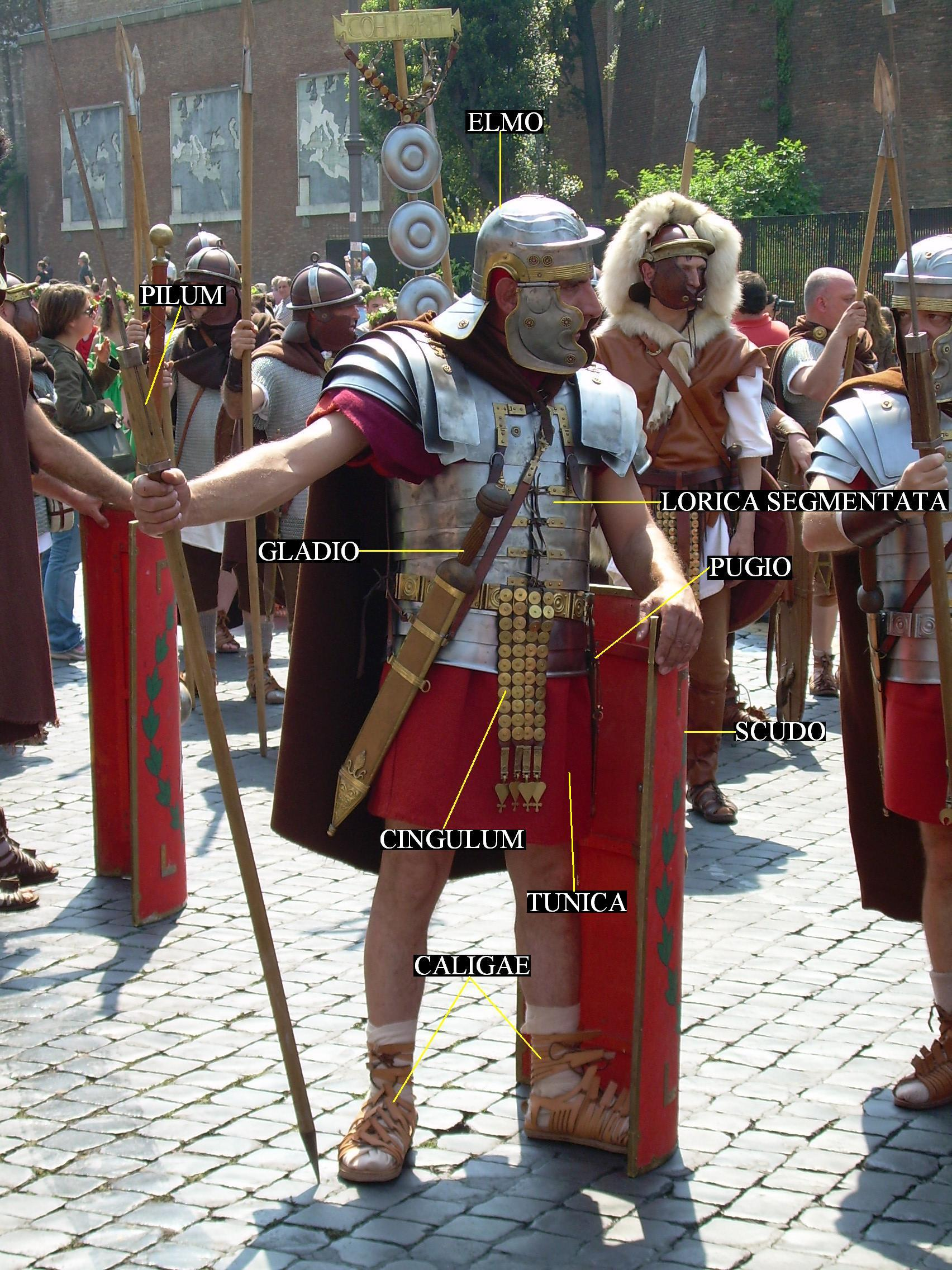
Аннотированная иллюстрация снаряжения легионера с подписями по-латыни

### Пилум
Пилум представлял собой дротик — метательное копьё пехоты, несколько укороченное и облегчённое по сравнению с копьями для конного или рукопашного боя и соответствующим образом уравновешенное для удобства метания. У римлян было два вида пилумов — короткий (2 м длиной) и тяжёлый (4—5 кг). Древко пилума заканчивалось длинным железным наконечником с крючком. Пилум бросался на расстоянии 7—10 м во вражеские щиты. Вонзённый пилум своей тяжестью оттягивал щит и лишал противника возможности прикрываться от ударов.

### Гладиус
Гладиус был самым эффективным оружием легионера, универсальным по назначению: им можно было колоть, рубить, резать и даже метать в случае необходимости. Данный меч имел короткое обоюдоострое лезвие длиною около 0,5 м и шириною 4—7 см, оканчивавшееся крестообразной рукояткой. Носился он на правом, а не на левом, боку. Небольшие размеры делали его очень удобным для применения в тесном строю и в рукопашном бою при близком контакте с противником.

### Скутум
Скутум — огромный щит легионеров закруглённой формы, непригодный для индивидуального боя, но весьма эффективный в строю; он надёжно защищал легионера от ударов со всех сторон, кроме колющих ударов сверху. Размеры скутума составляли около 75 см шириной и около 1,2 м высотой. Изготовляли его из склеенных вместе нескольких деревянных пластин, которые обтягивали войлоком и обивали железными полосками по краям и по периметру. В центре щита крепился сильно выпуклый железный умбон круглой формы. Ручка щита была горизонтальной и держалась полным хватом. Легионеры держали щит не перед грудью, а вдоль левого бока, и теснили противника, налегая на щит плечом и помогая себе коротким мечом, который при таком использовании щита удобнее носить справа.

### Реконструкция
В настоящий момент наиболее иллюстративным способом создания точного образа легионеров и офицеров римских легионов является историческая реконструкция. Она наиболее распространена в настоящий момент в Европе, и как правило делится на 4 временных периода: Царский Рим и Ранняя Республика, Поздняя Республика, Эпоха Принципата и поздний Рим. В России она начала получать распространение относительно недавно (с 1991 года), и наибольшее распространение получил период Принципата (I-II век н. э.).

Реконструкция вооружения, униформы и снаряжения римского легиона
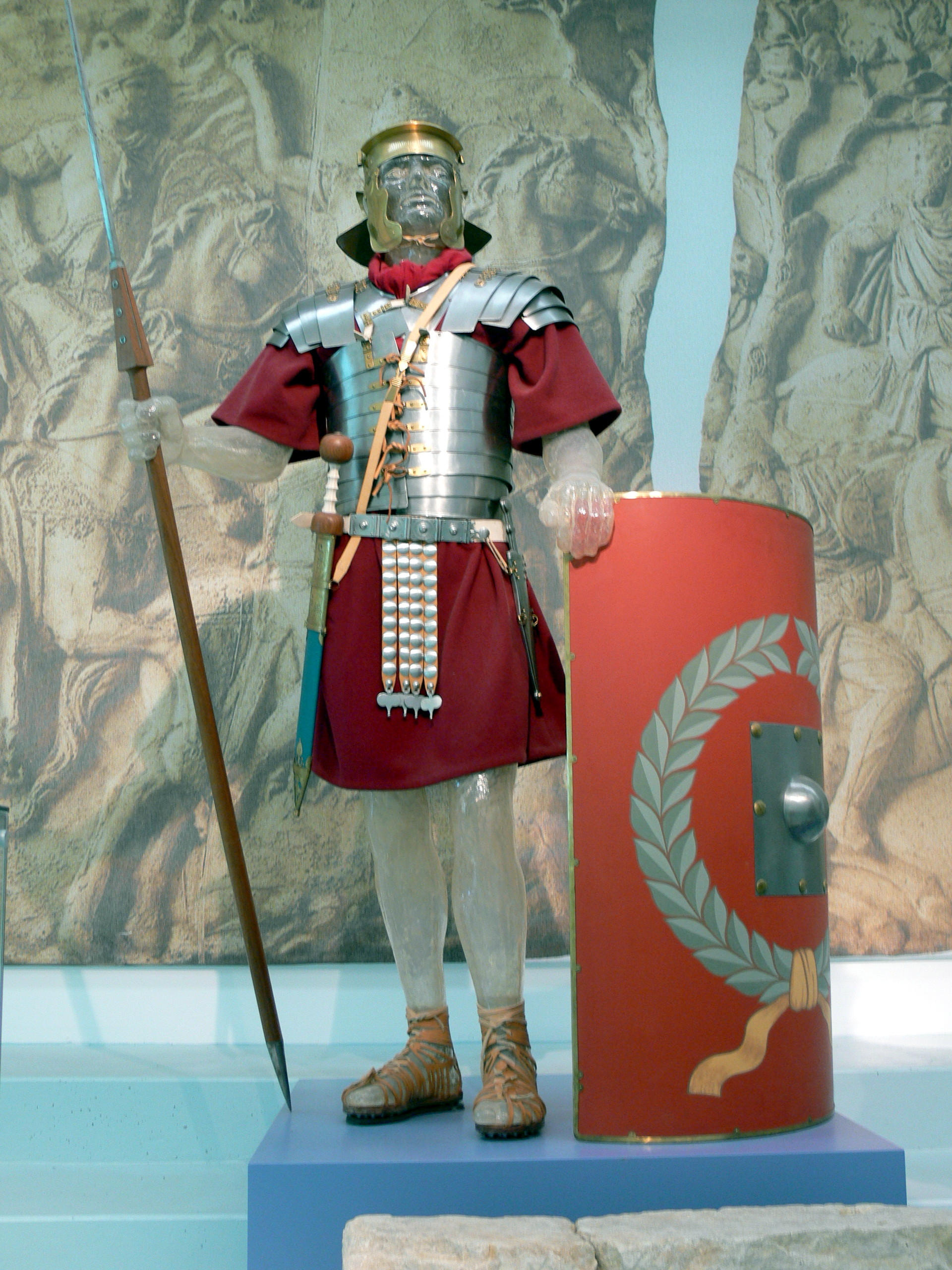
общевойсковая повседневная униформа
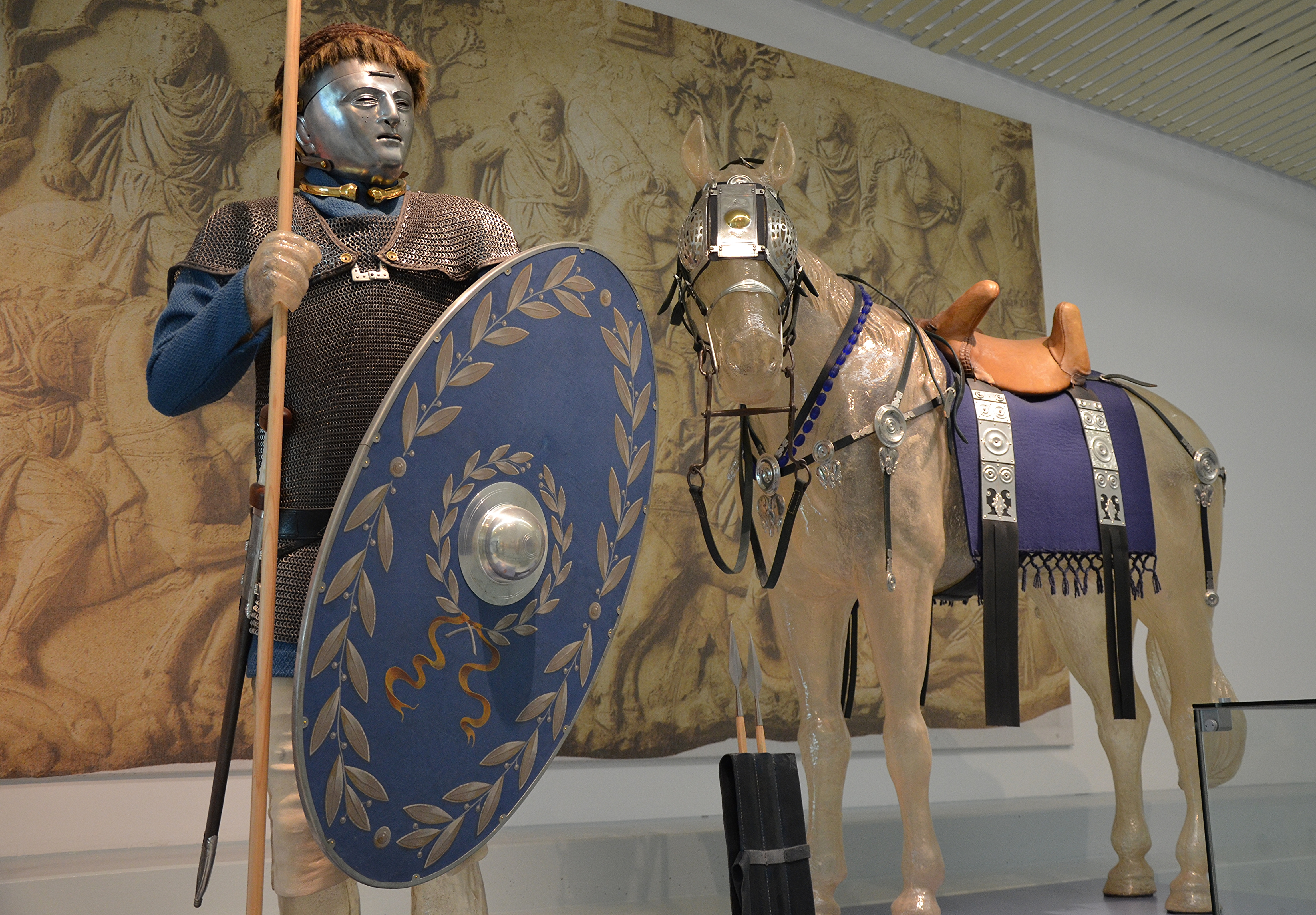
кавалерийская униформа и снаряжение
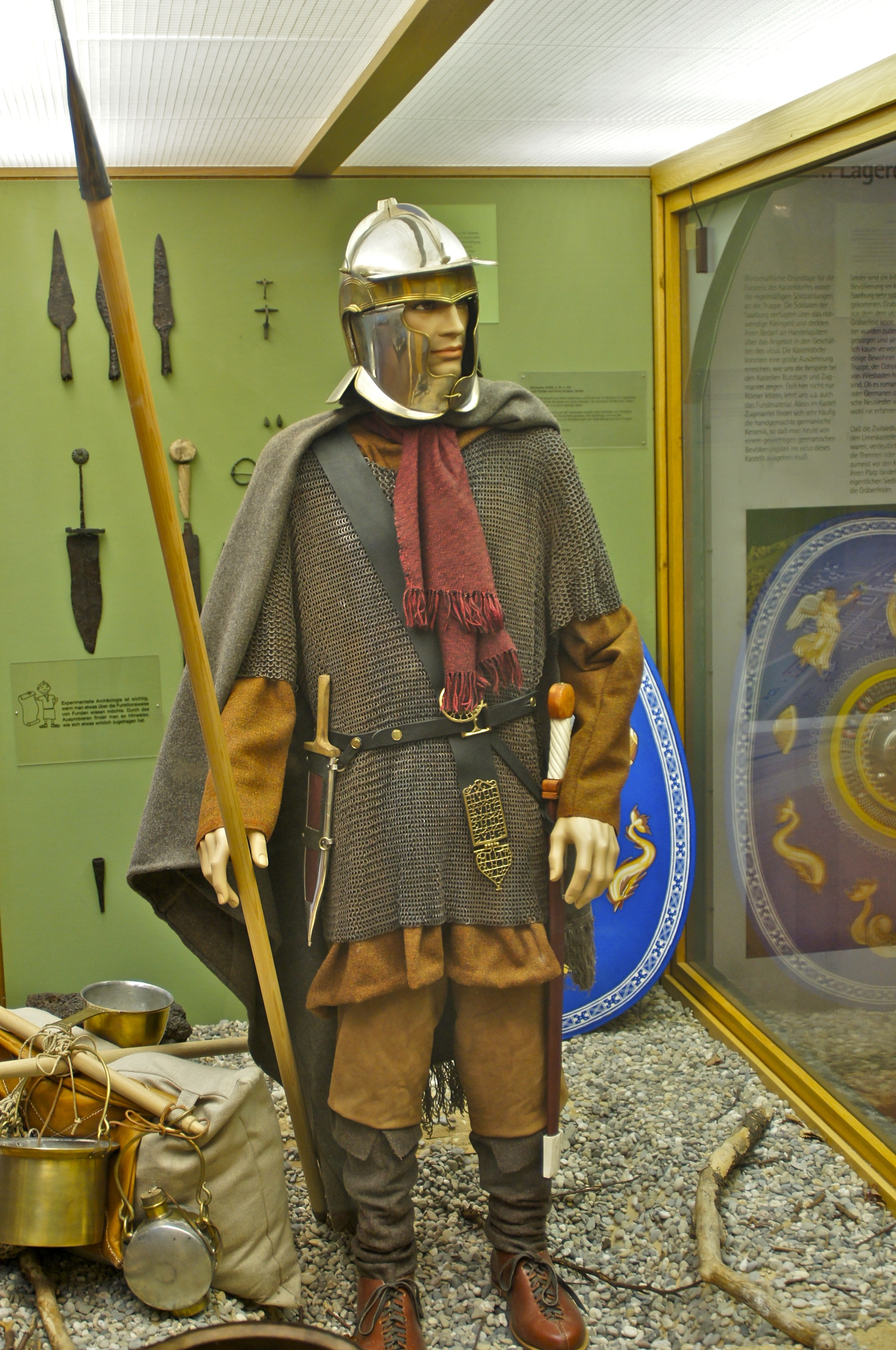
повседневная униформа для северных провинций
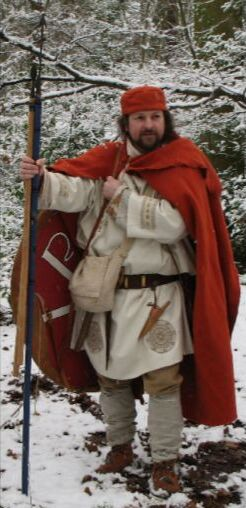
зимняя форма одежды
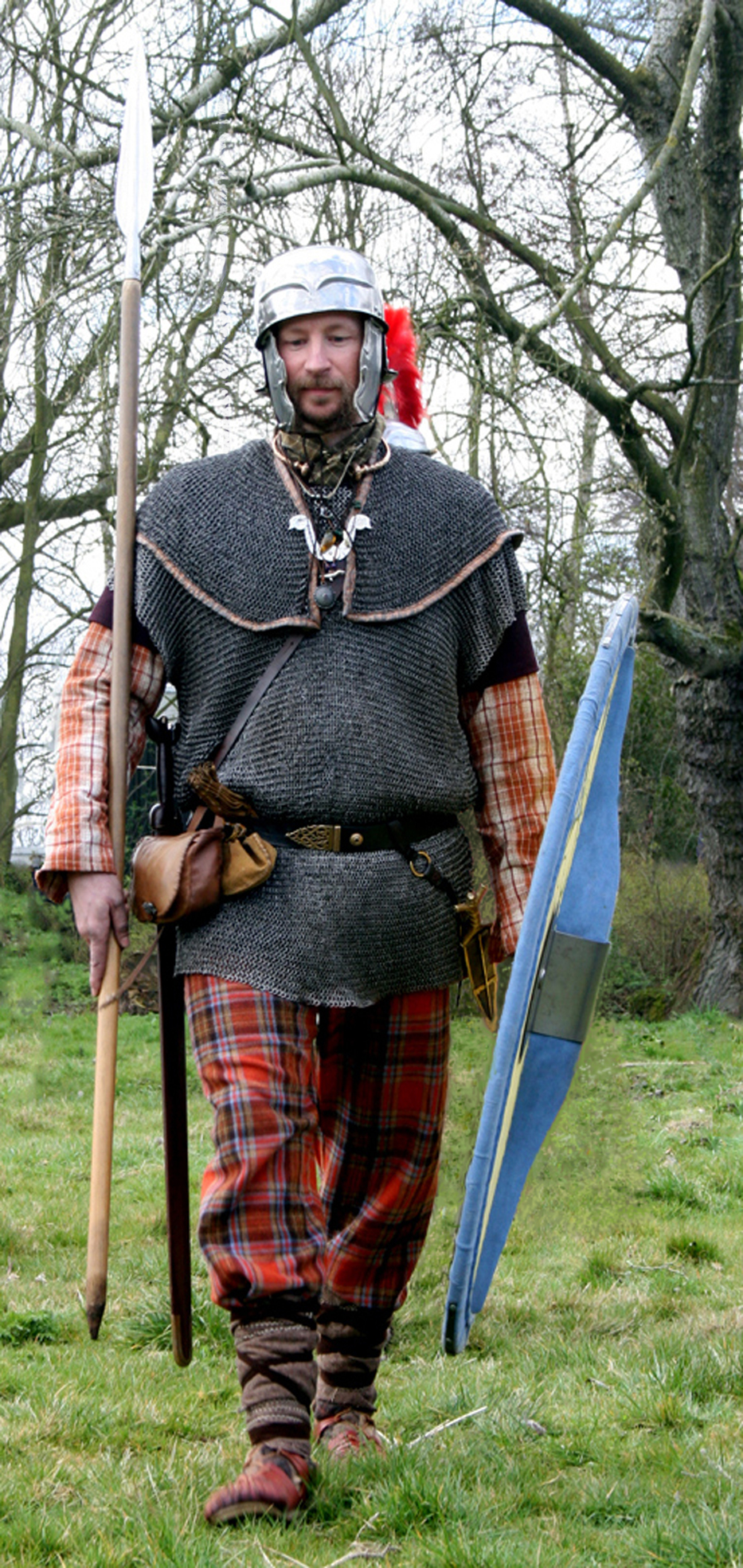
униформа для кельтских военнослужащих
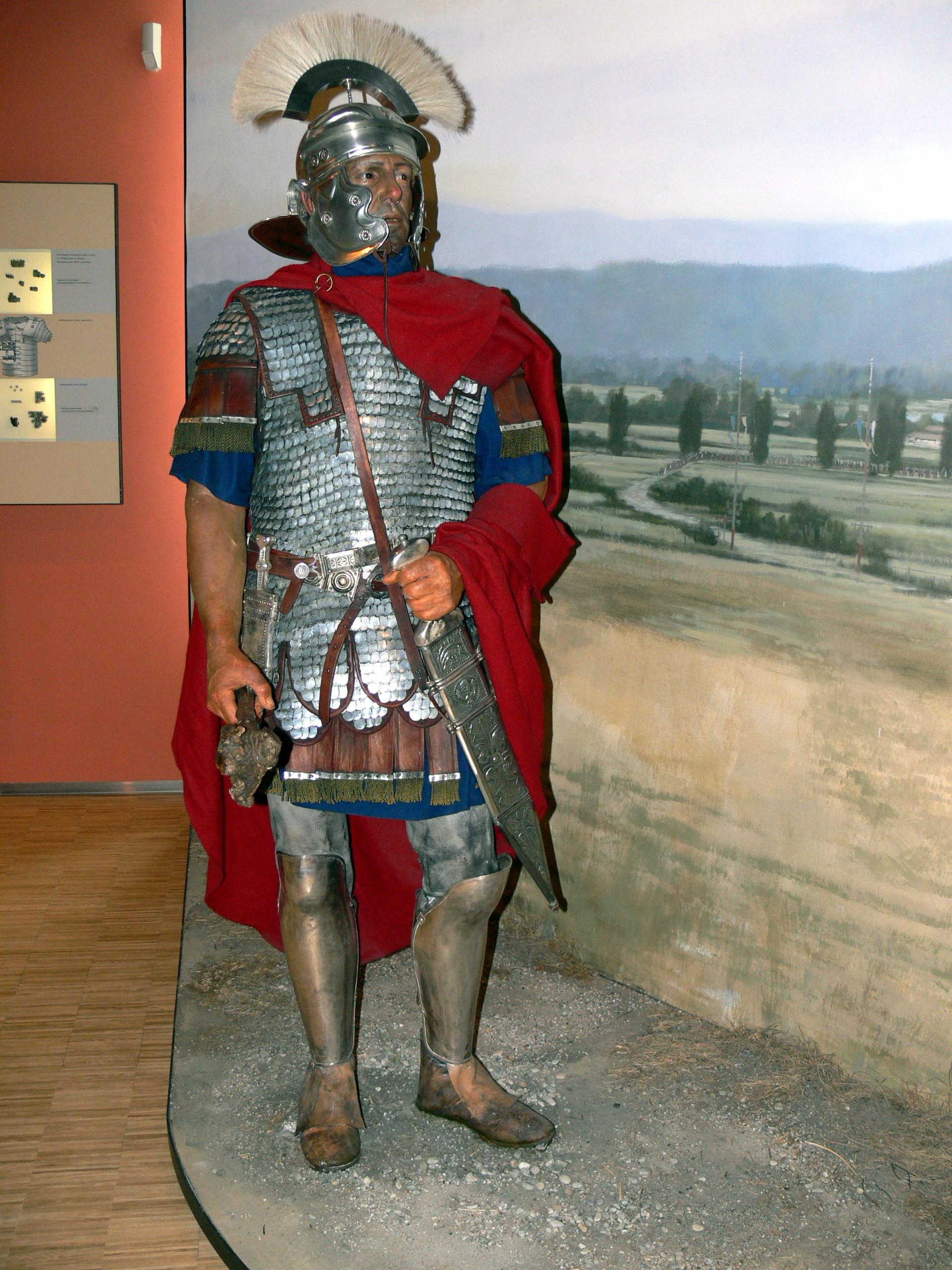
повседневная униформа центуриона
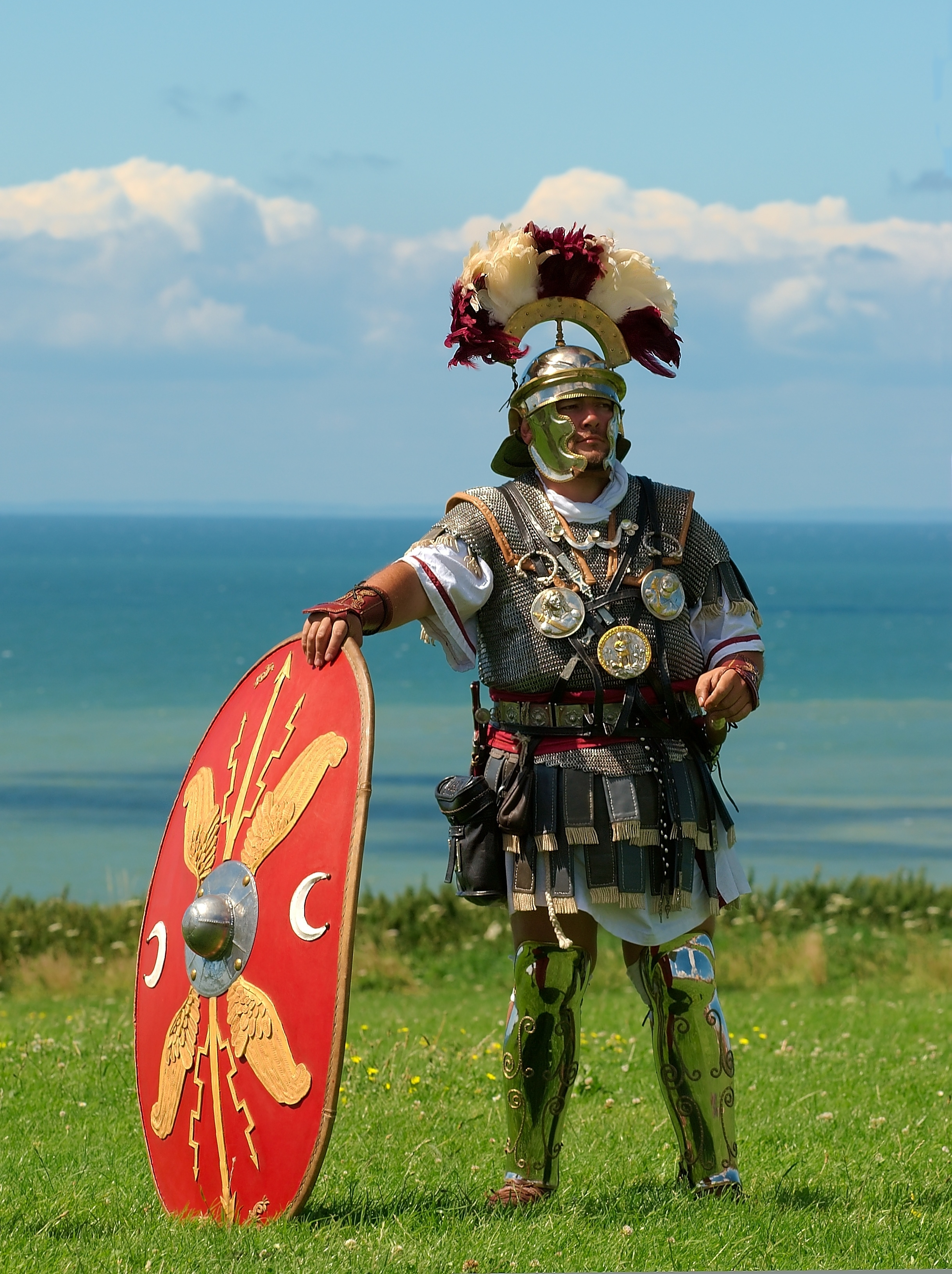
парадная униформа центуриона
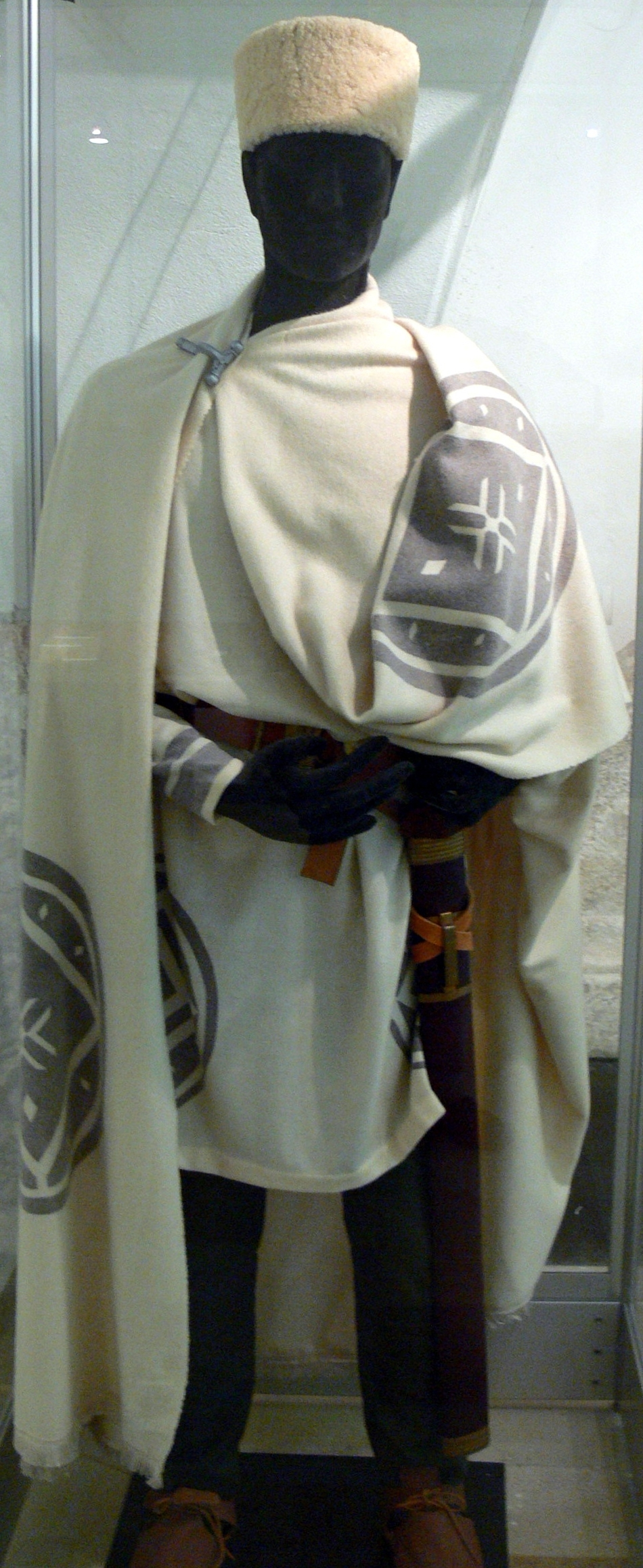
паннонская шапка и туника римского офицера позднего периода
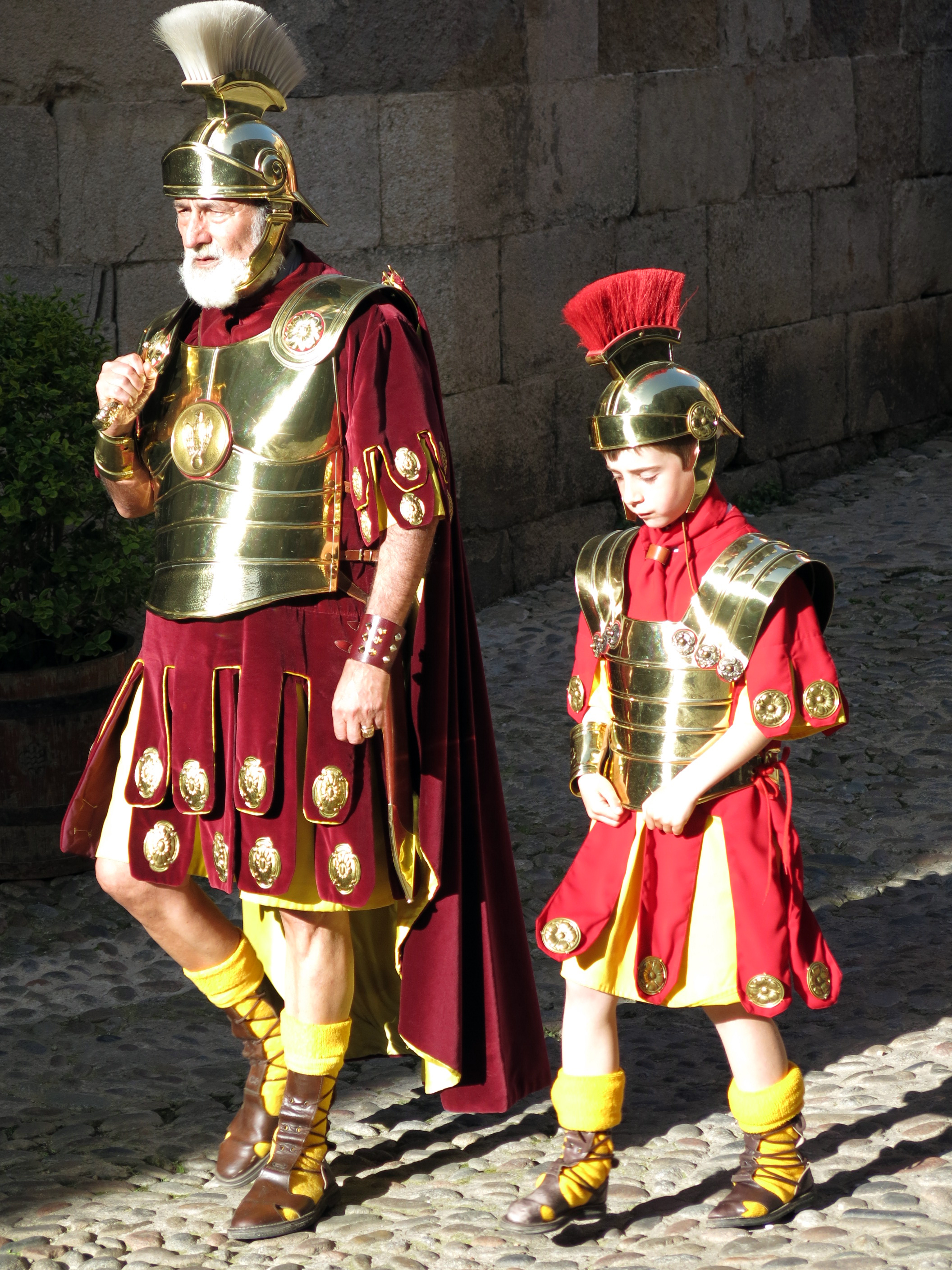
парадно-выходная форма
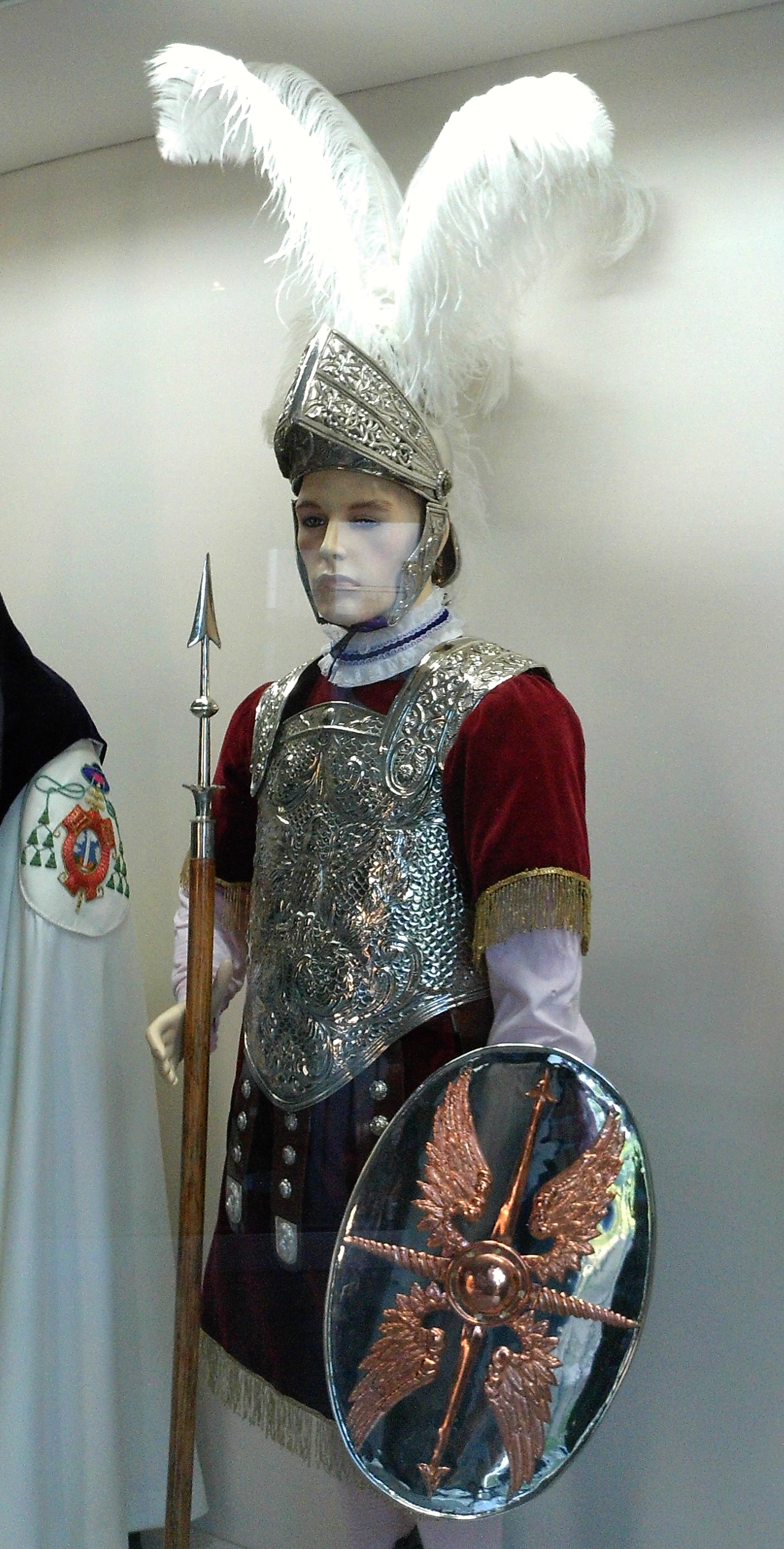
церемониальная форма для торжеств
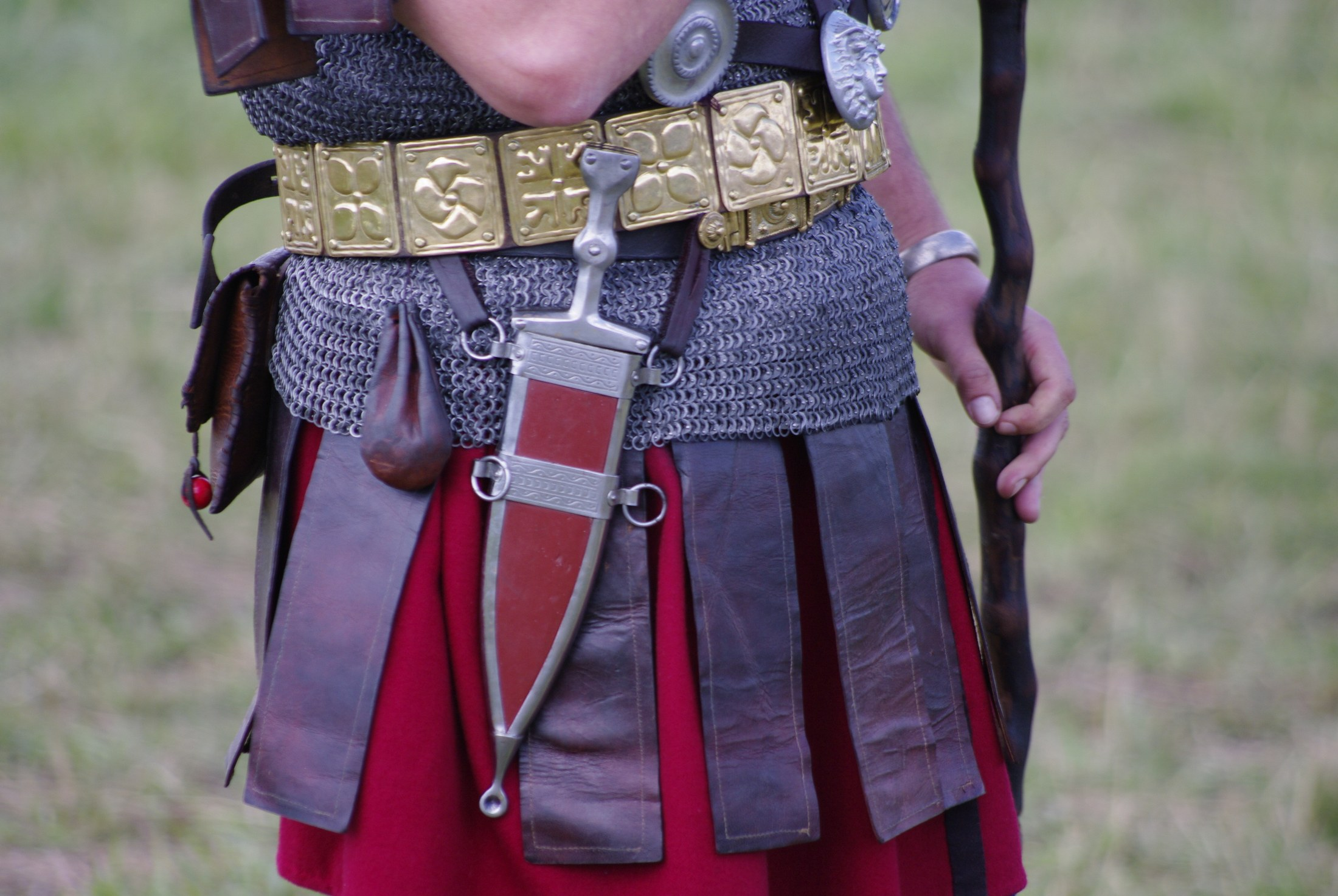
элементы снаряжения для ношения на ремне
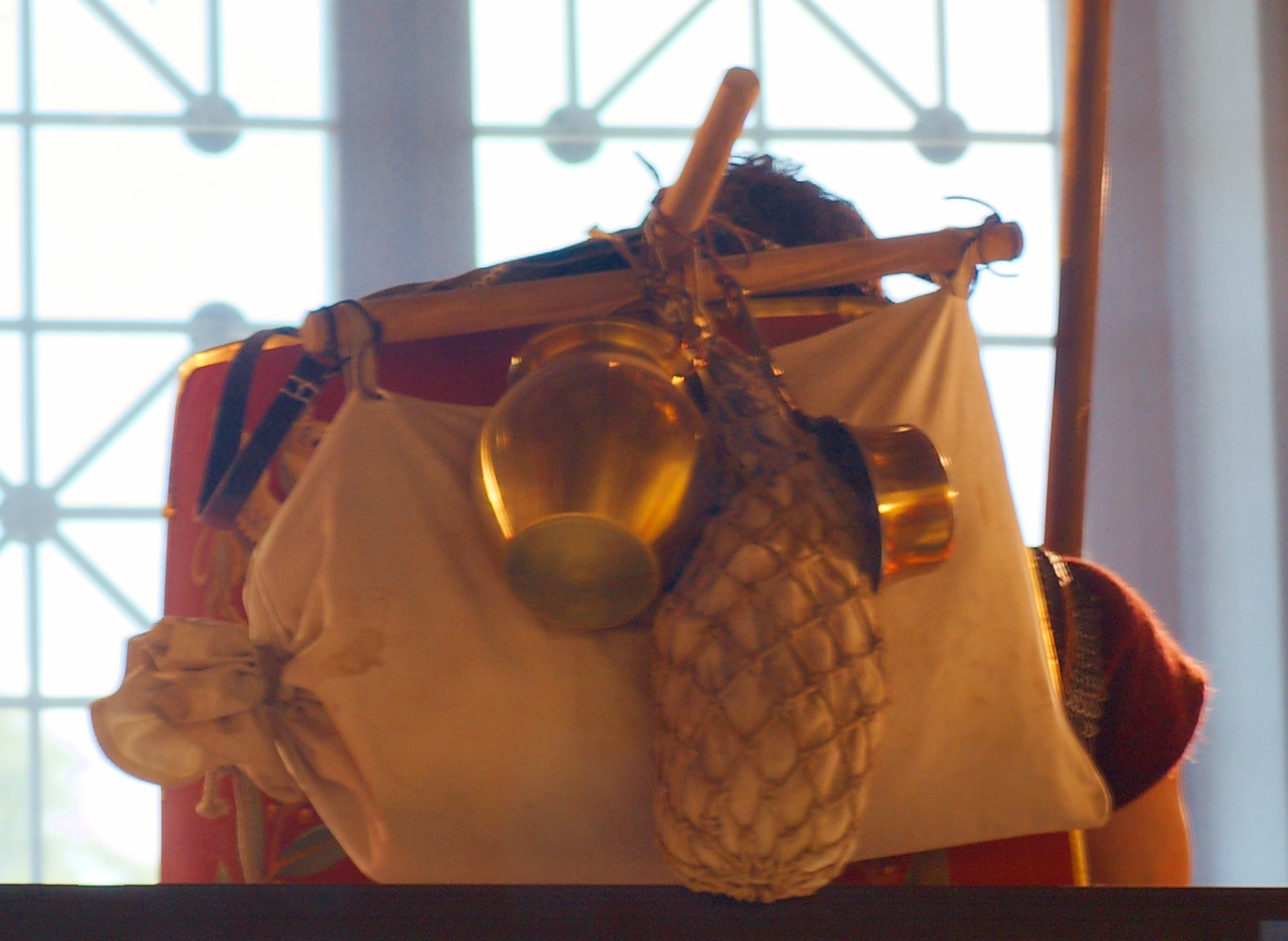
вещмешок и снаряжение для заплечного ношения
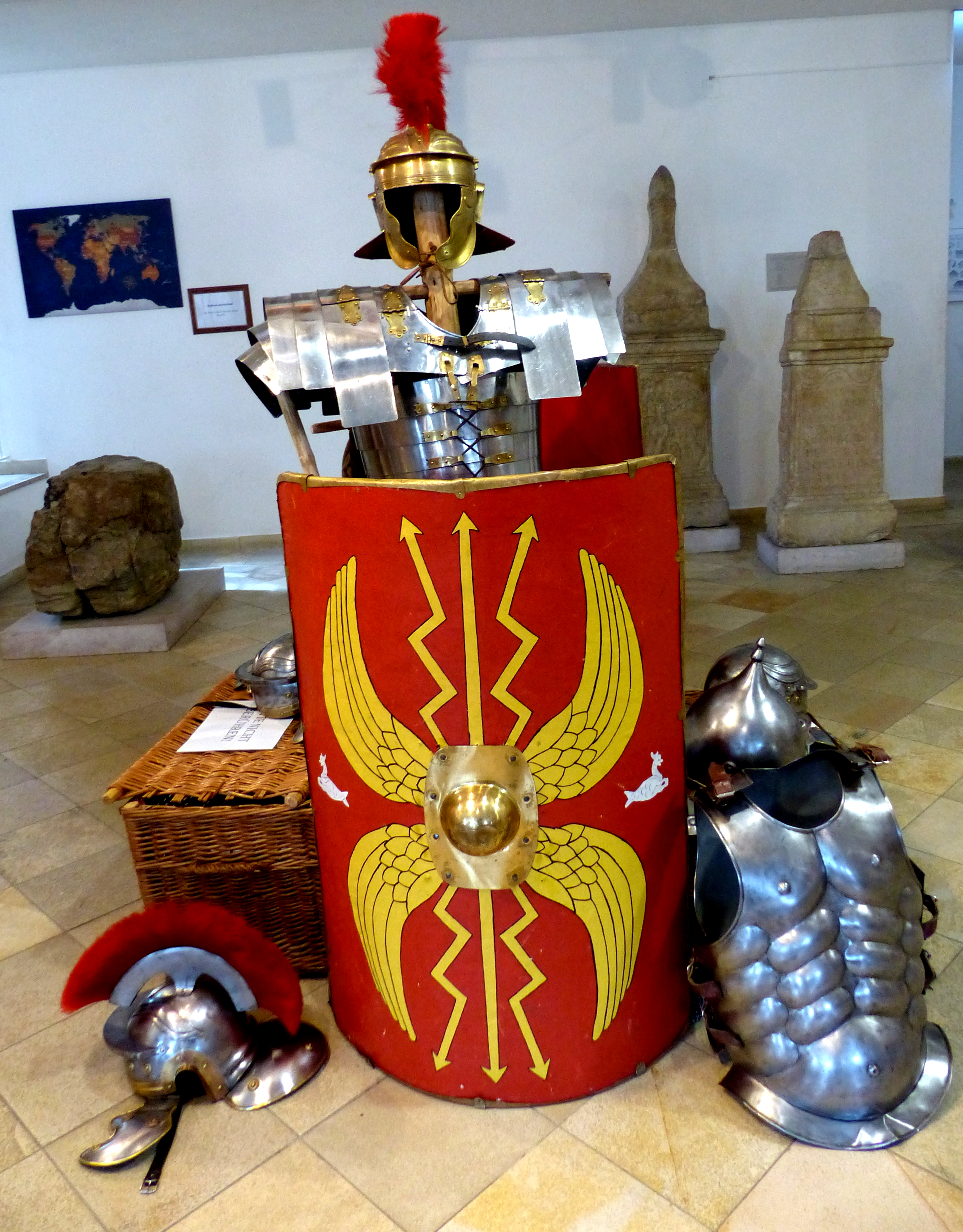
нательные доспехи со щитом
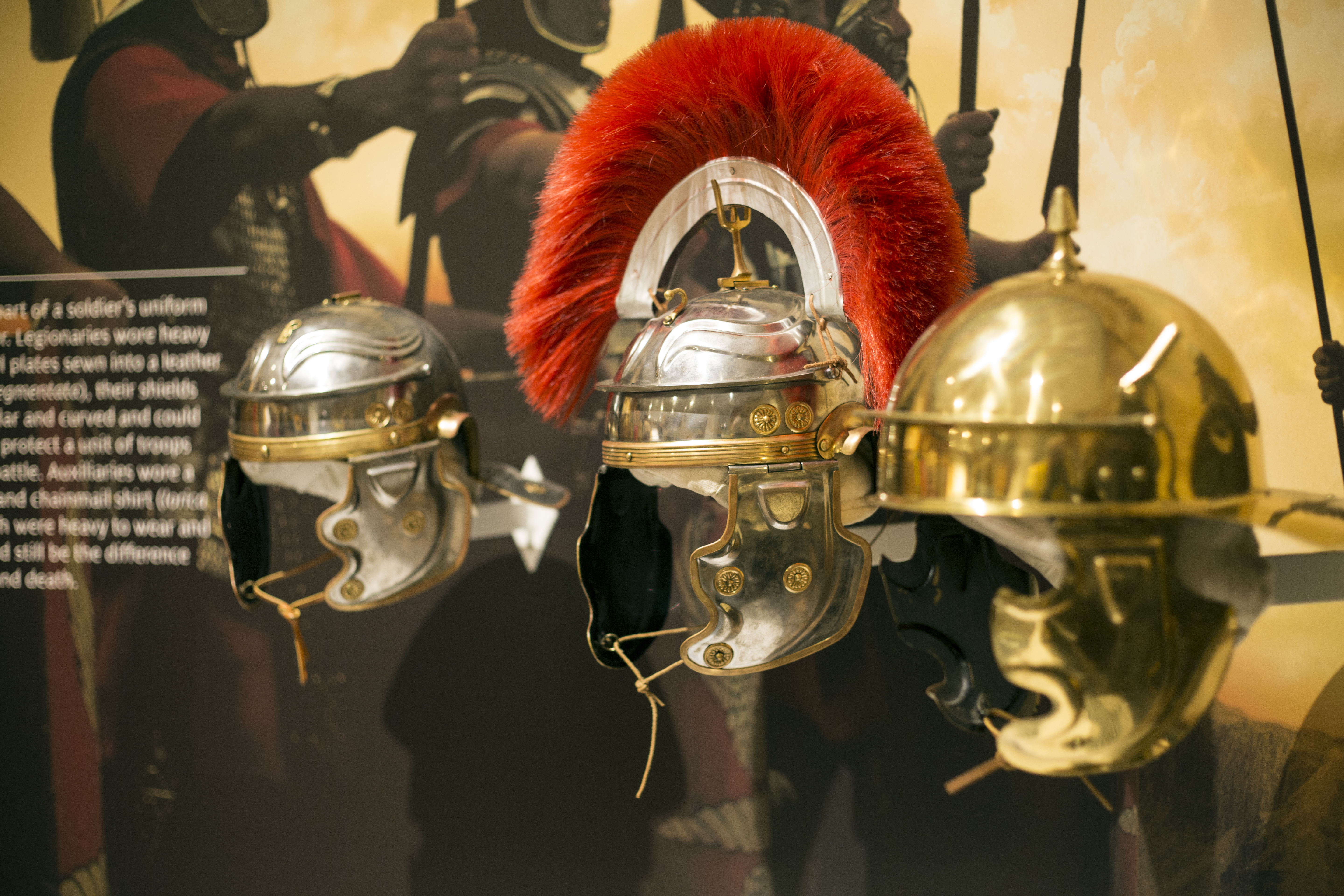
шлемы
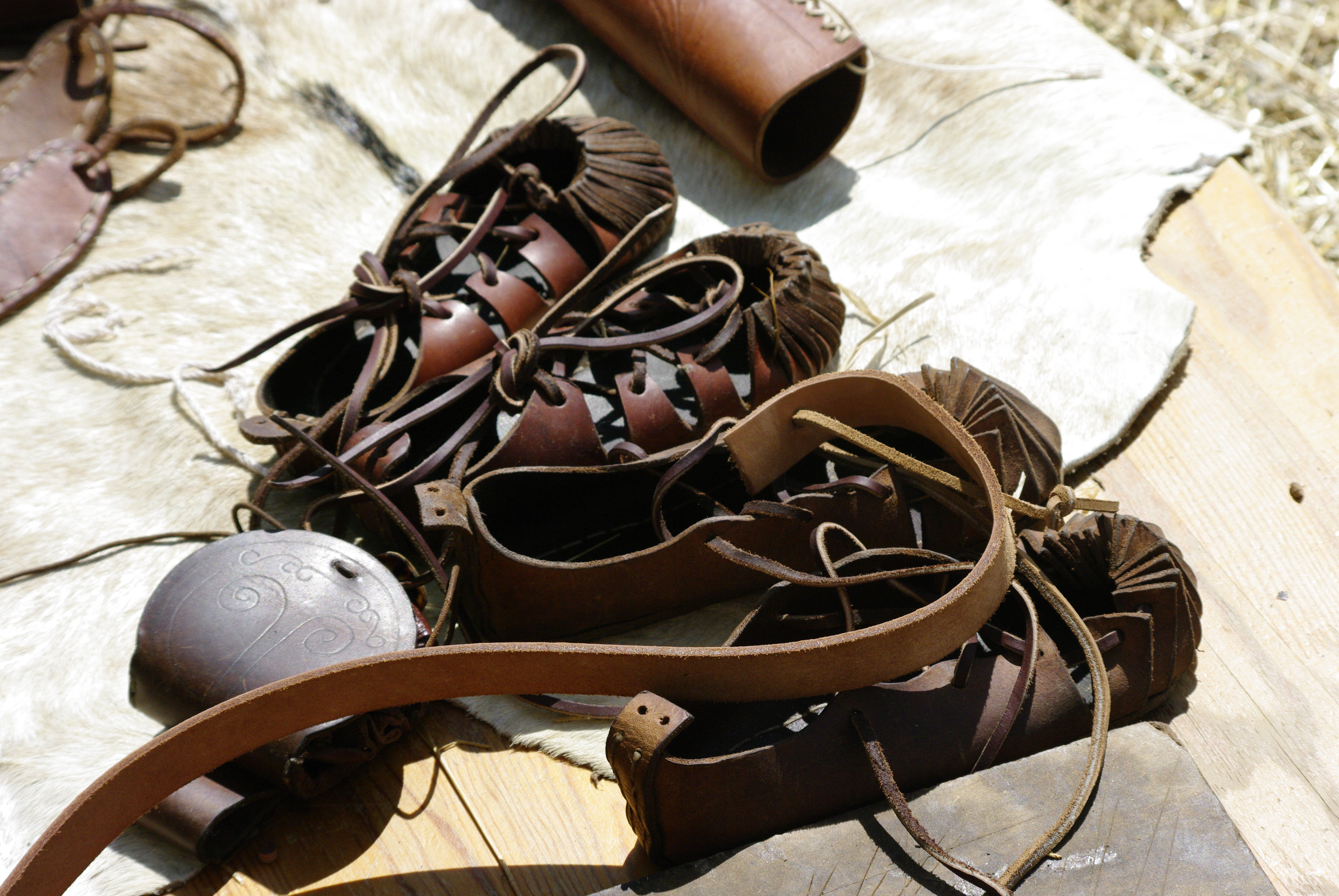
сандалии
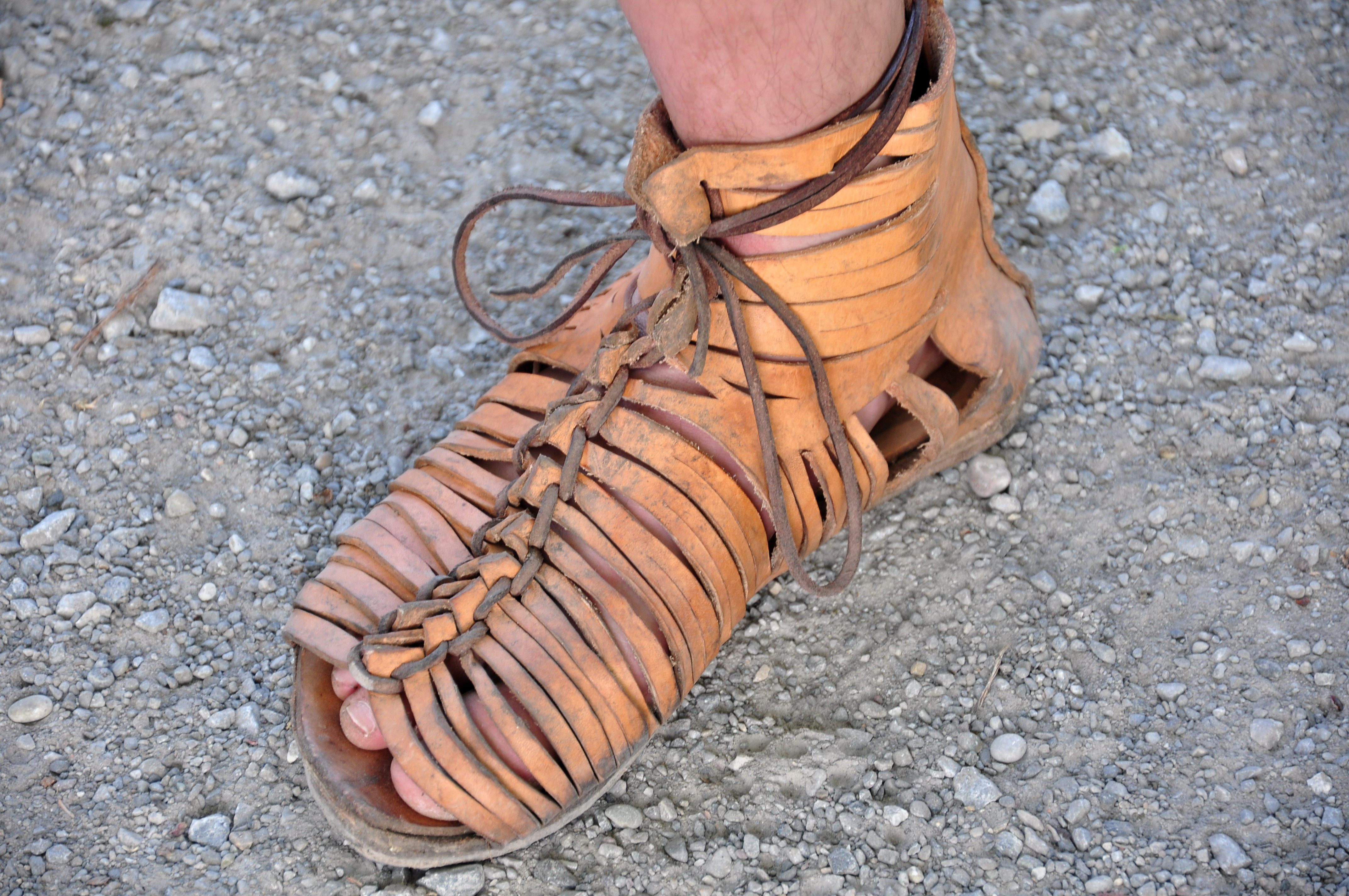
обувь для каменистого грунта
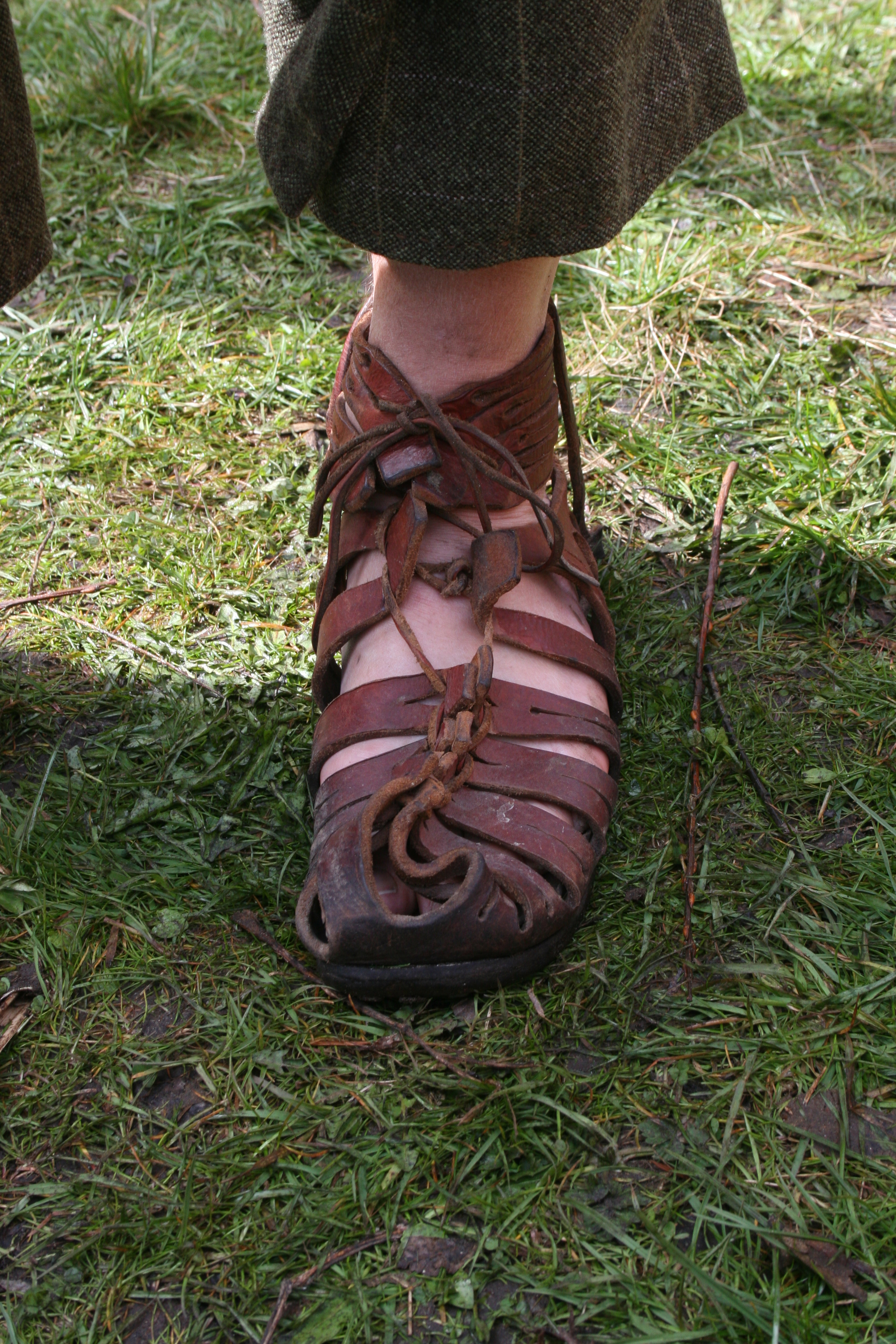
обувь для южных провинций
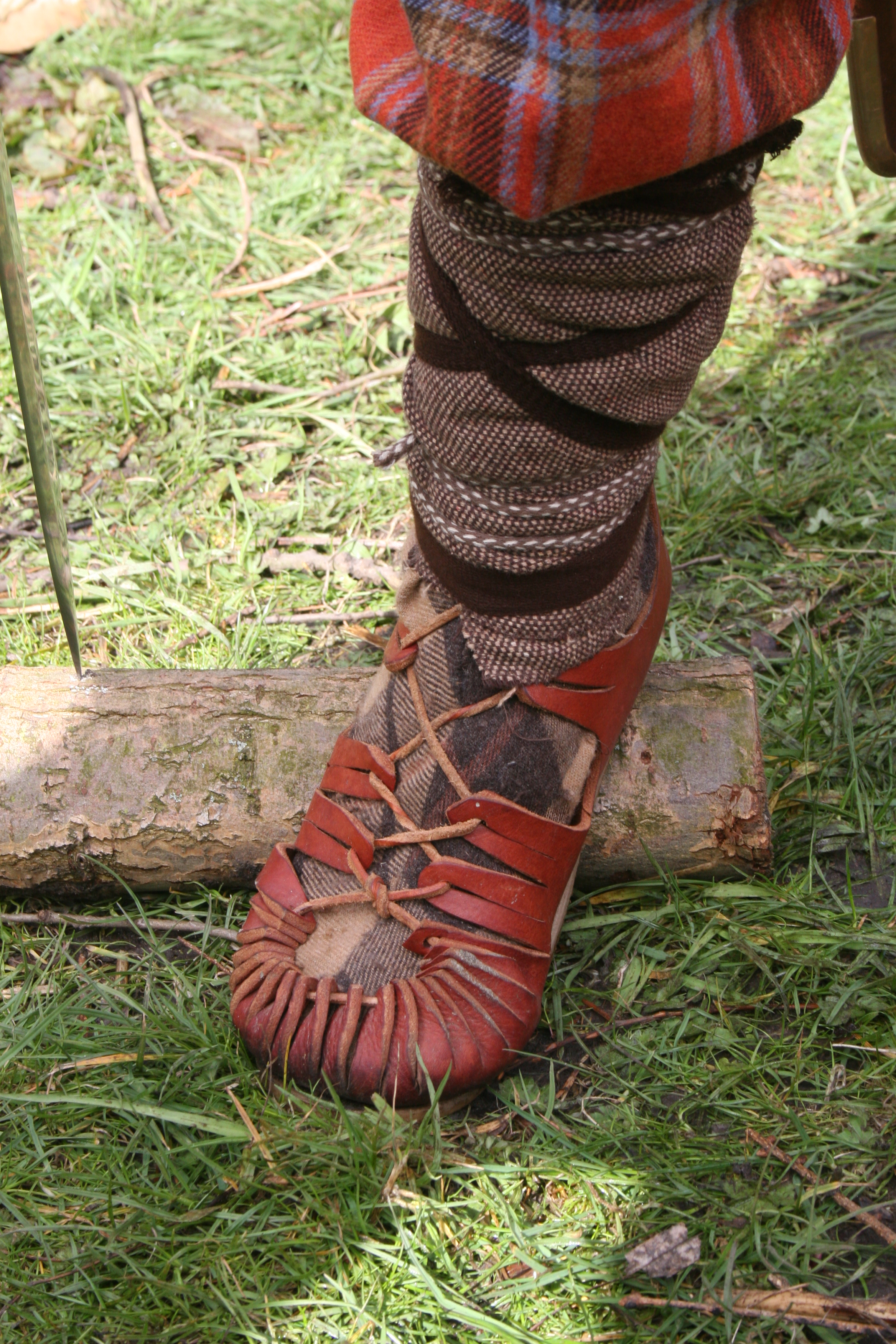
обувь для северных провинций

## Военный лагерь легиона
Военный лагерь легиона — это укрепление оборонительного типа для отдыха и сна.
Лагерь строился по типу крепости (прямоугольной формы, башни по углам, четыре входа). Все фортификационные укрепления строились из дерева.
Вокруг крепости выкапывали ров, ставили колья из дерева и поливали их горючими веществами.

Реконструкция повседневного быта римского легиона
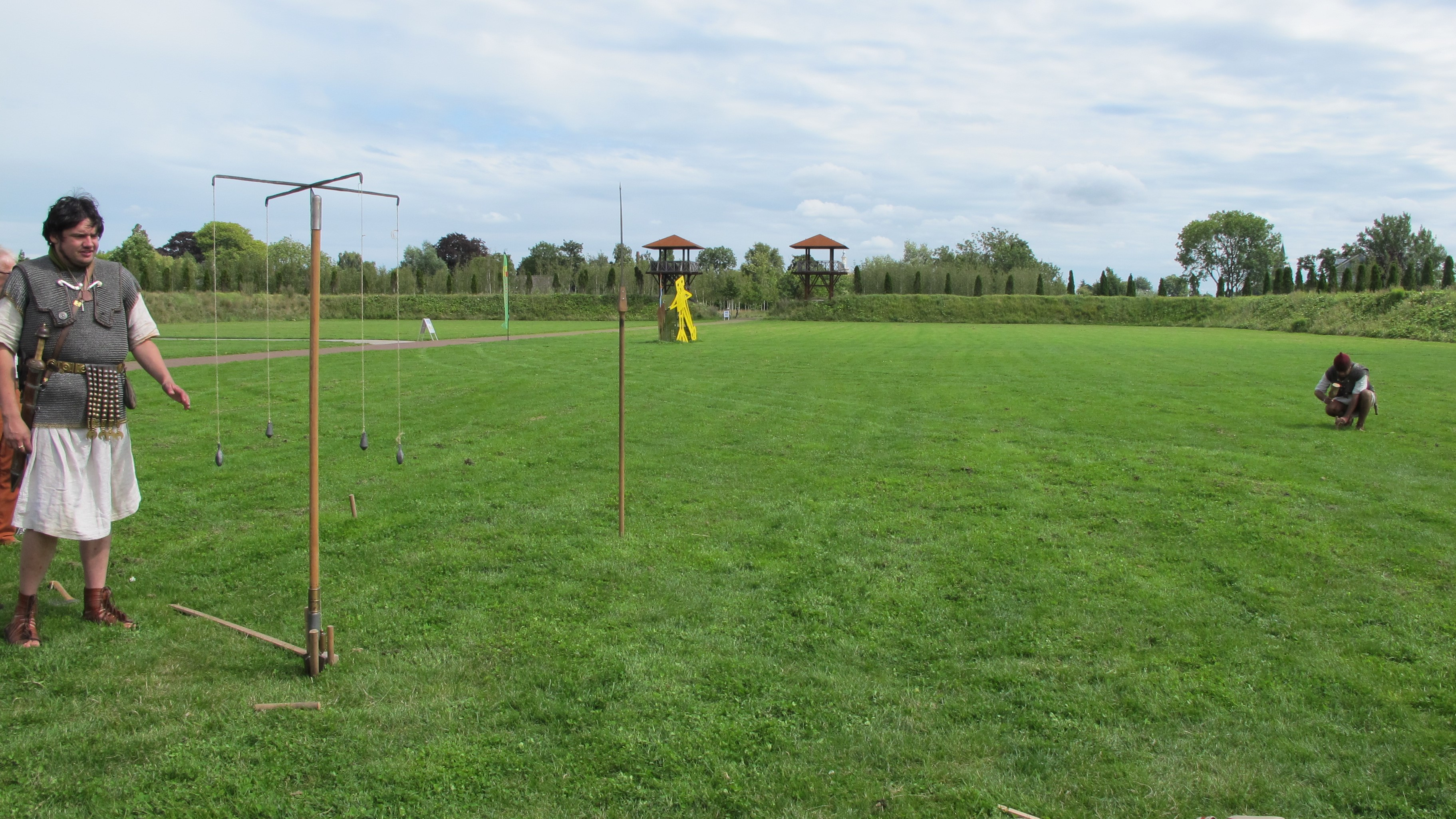
топогеодезические работы на местности перед строительством лагеря
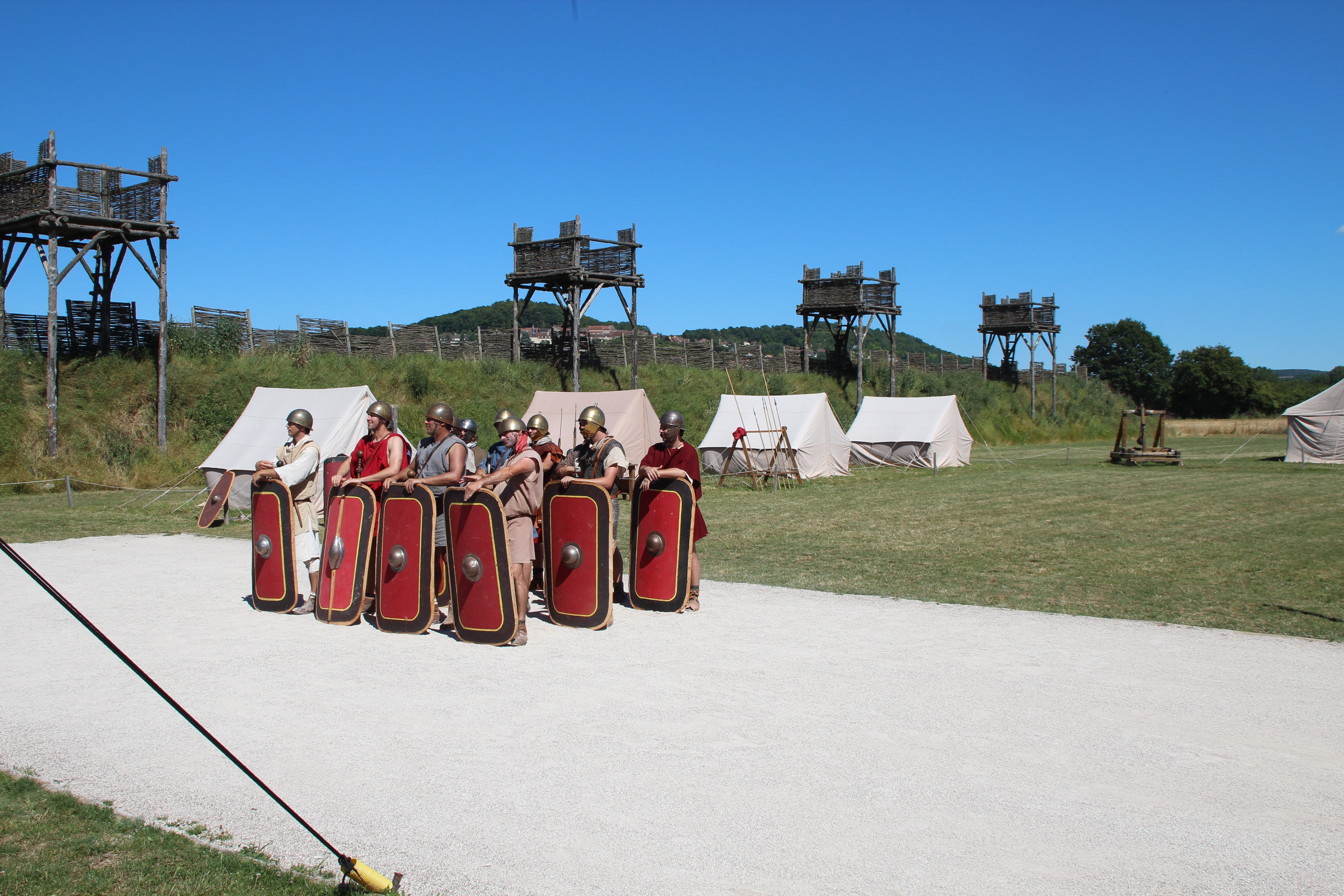
построение на плацу палаточного лагеря
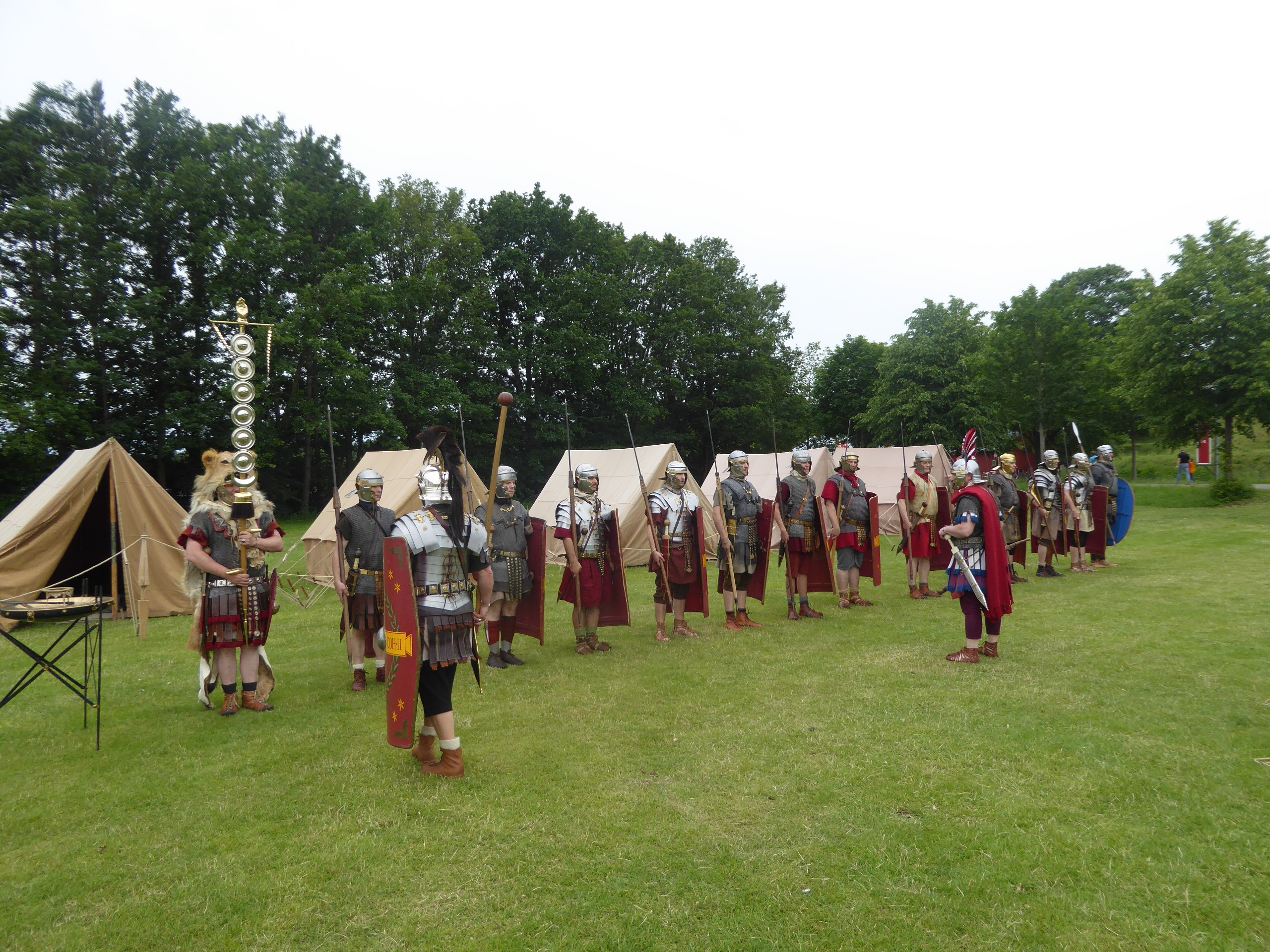
постановка боевой задачи
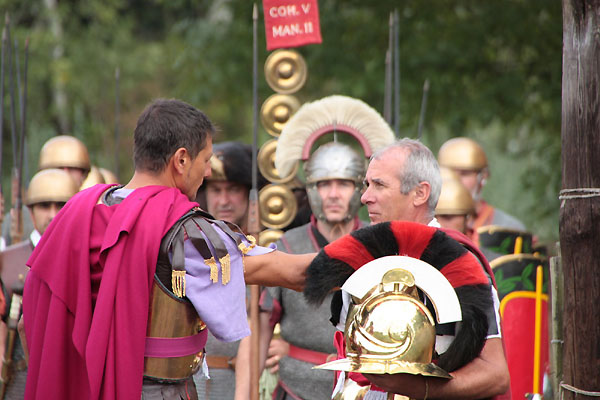
совещание командного состава
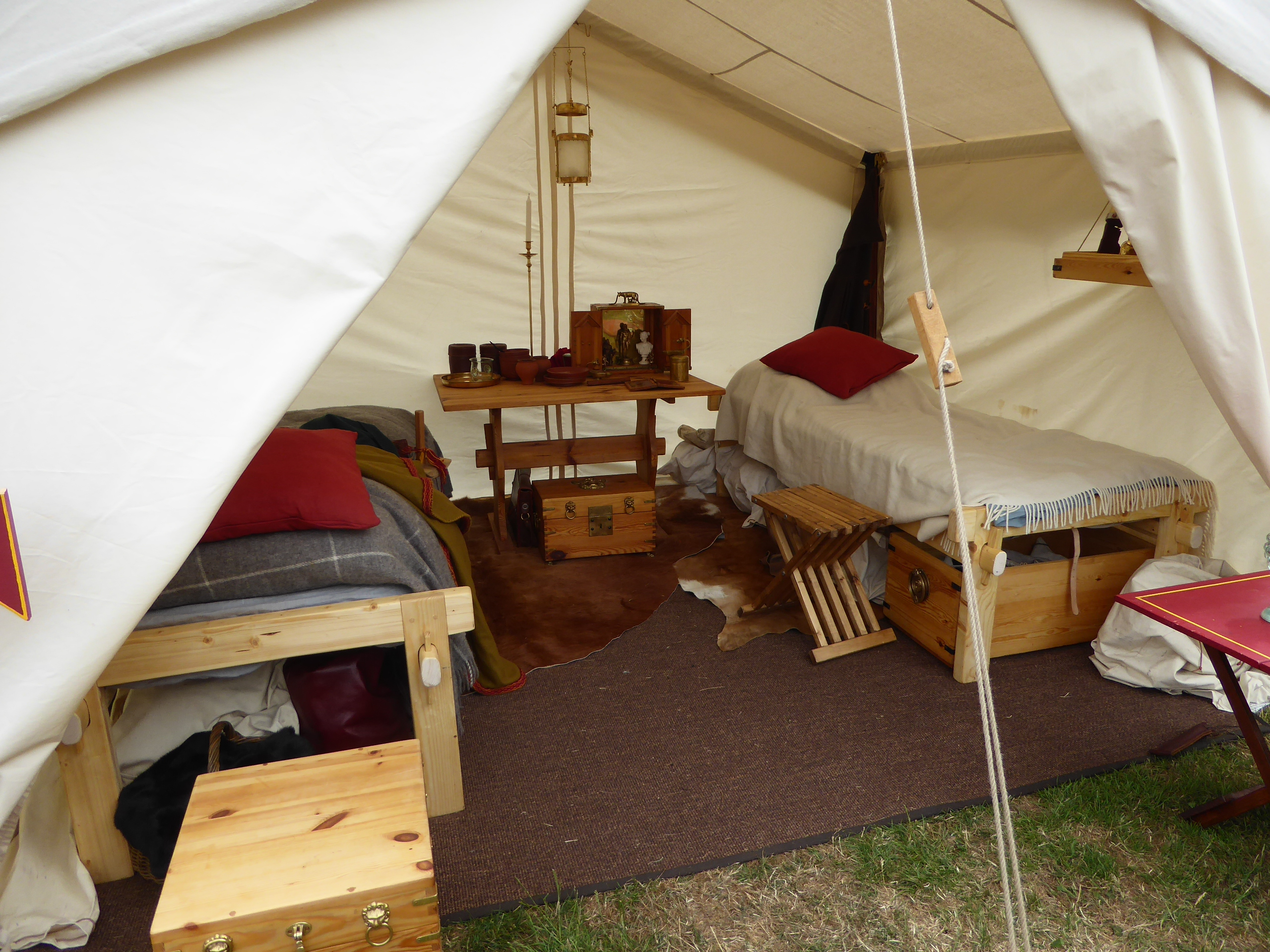
интерьер офицерской палатки
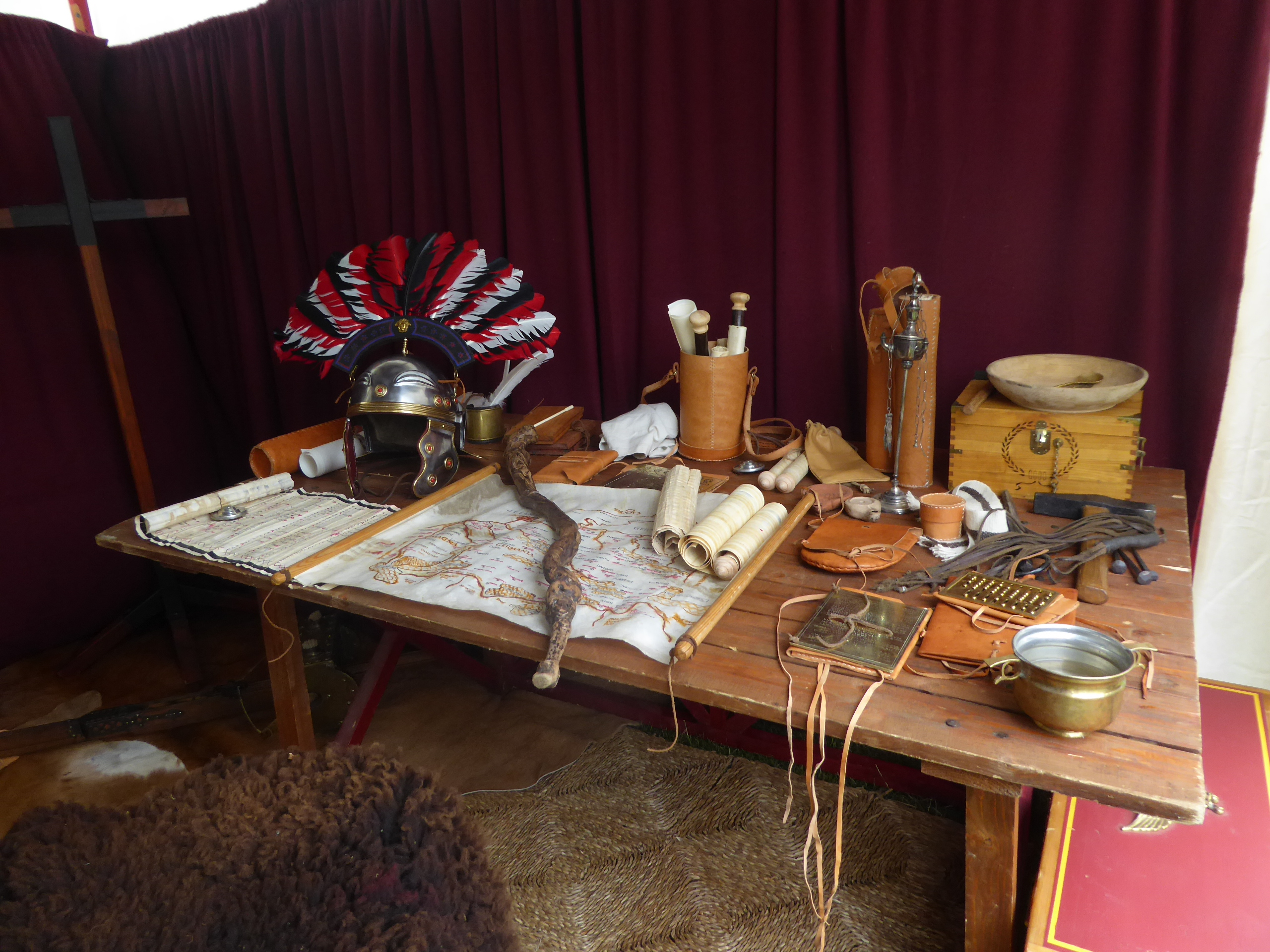
палатка центуриона
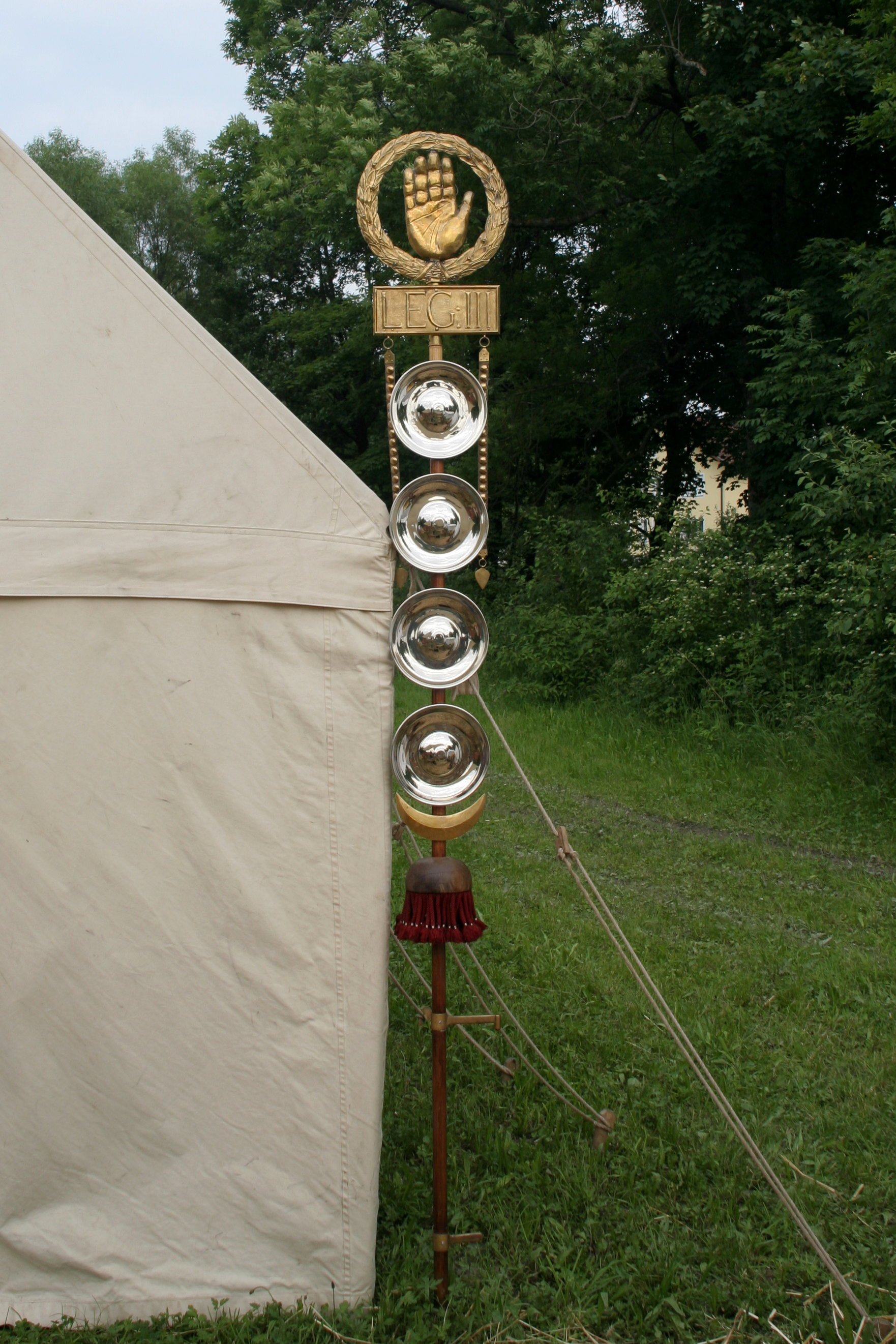
у входа в штабную палатку
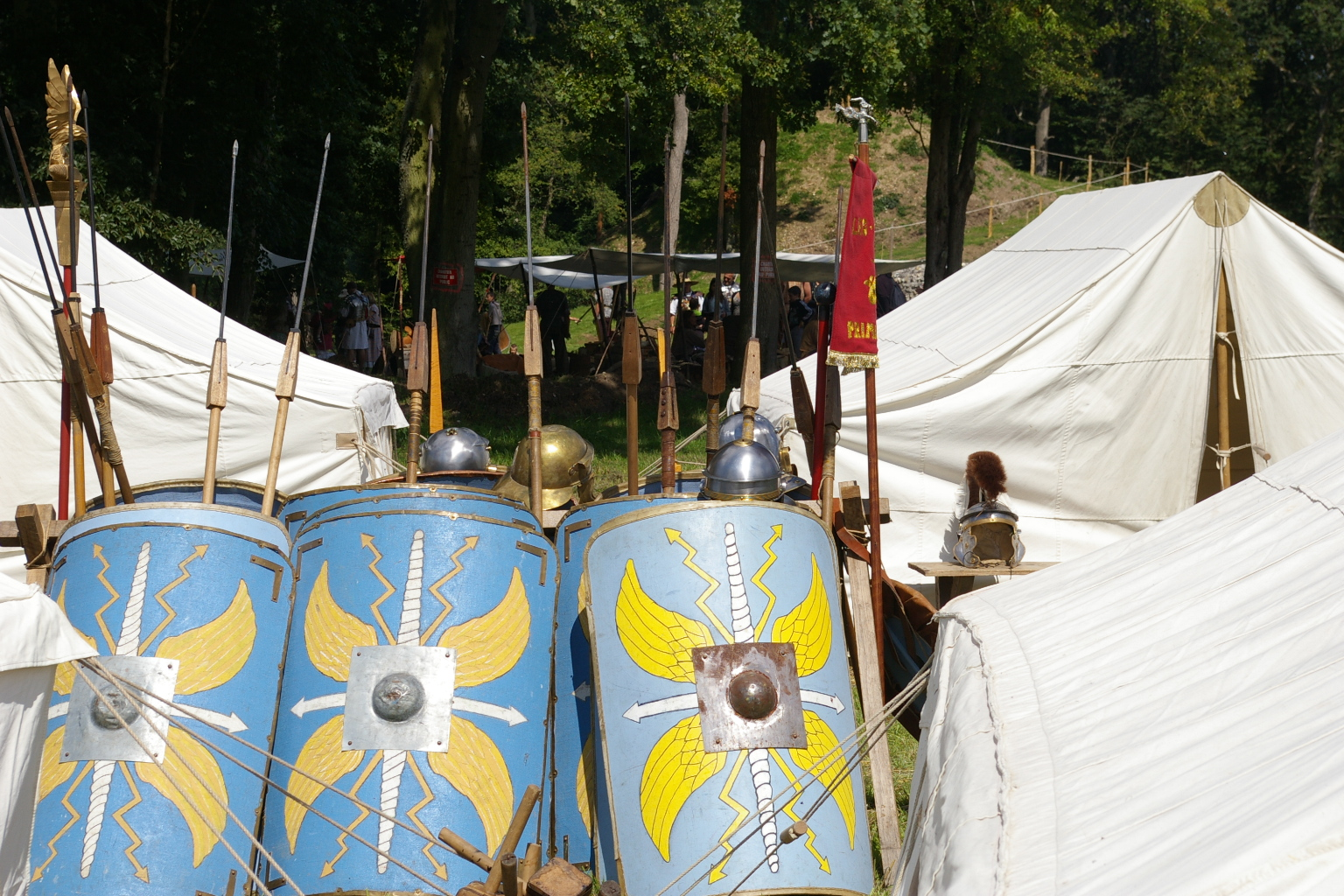
стойка для копий и щитов
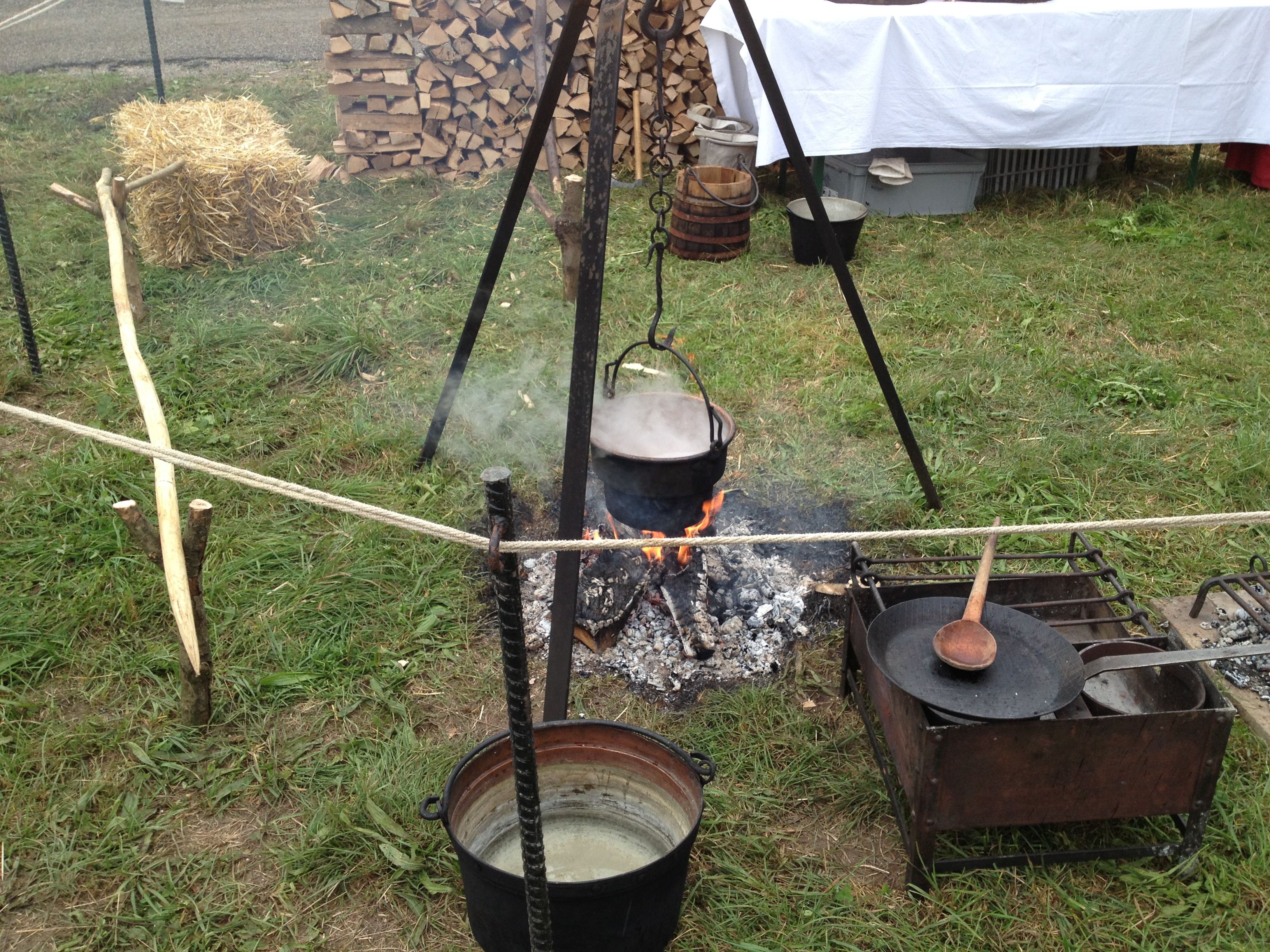
пункт хозяйственного довольствия
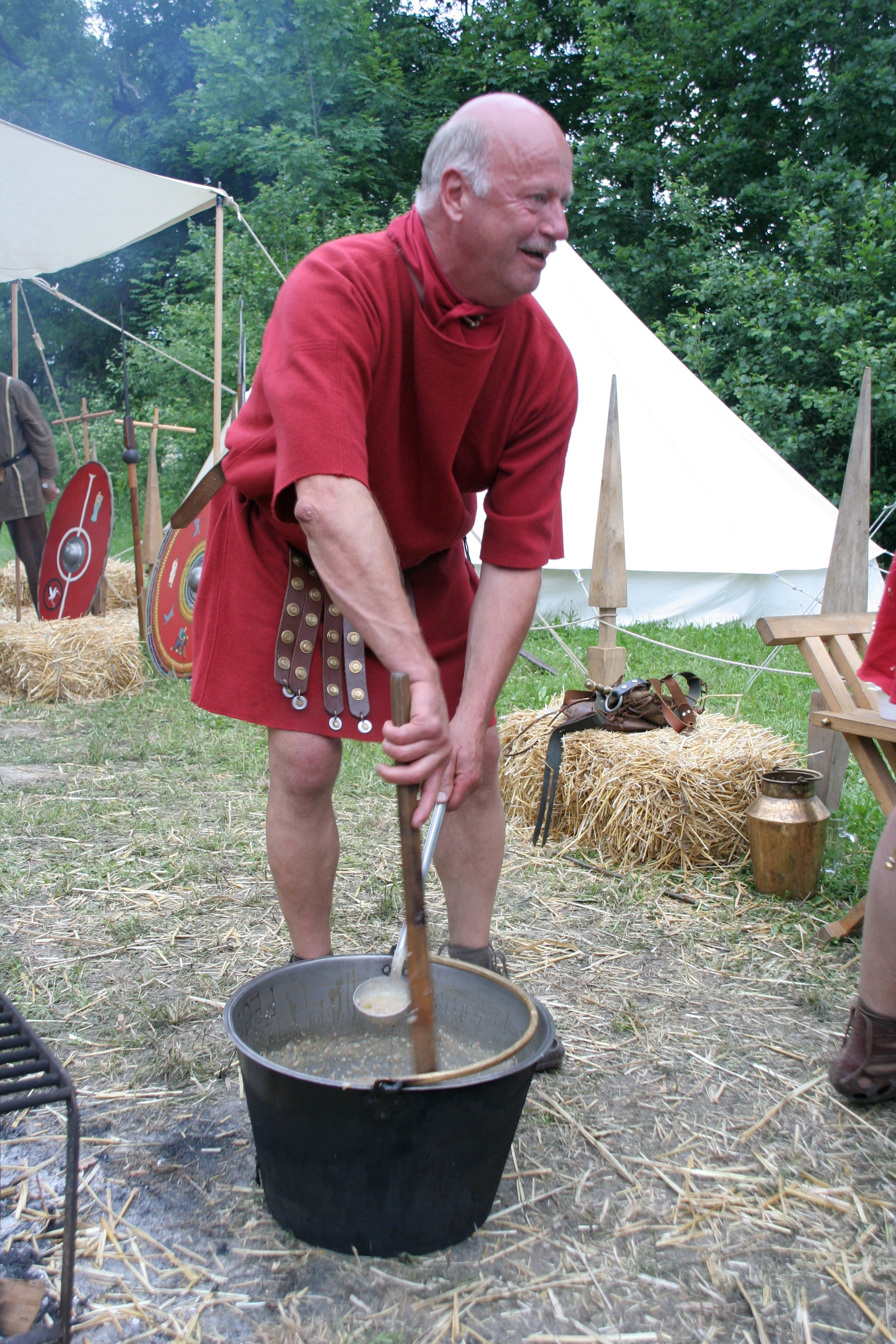
передвижная полевая кухня
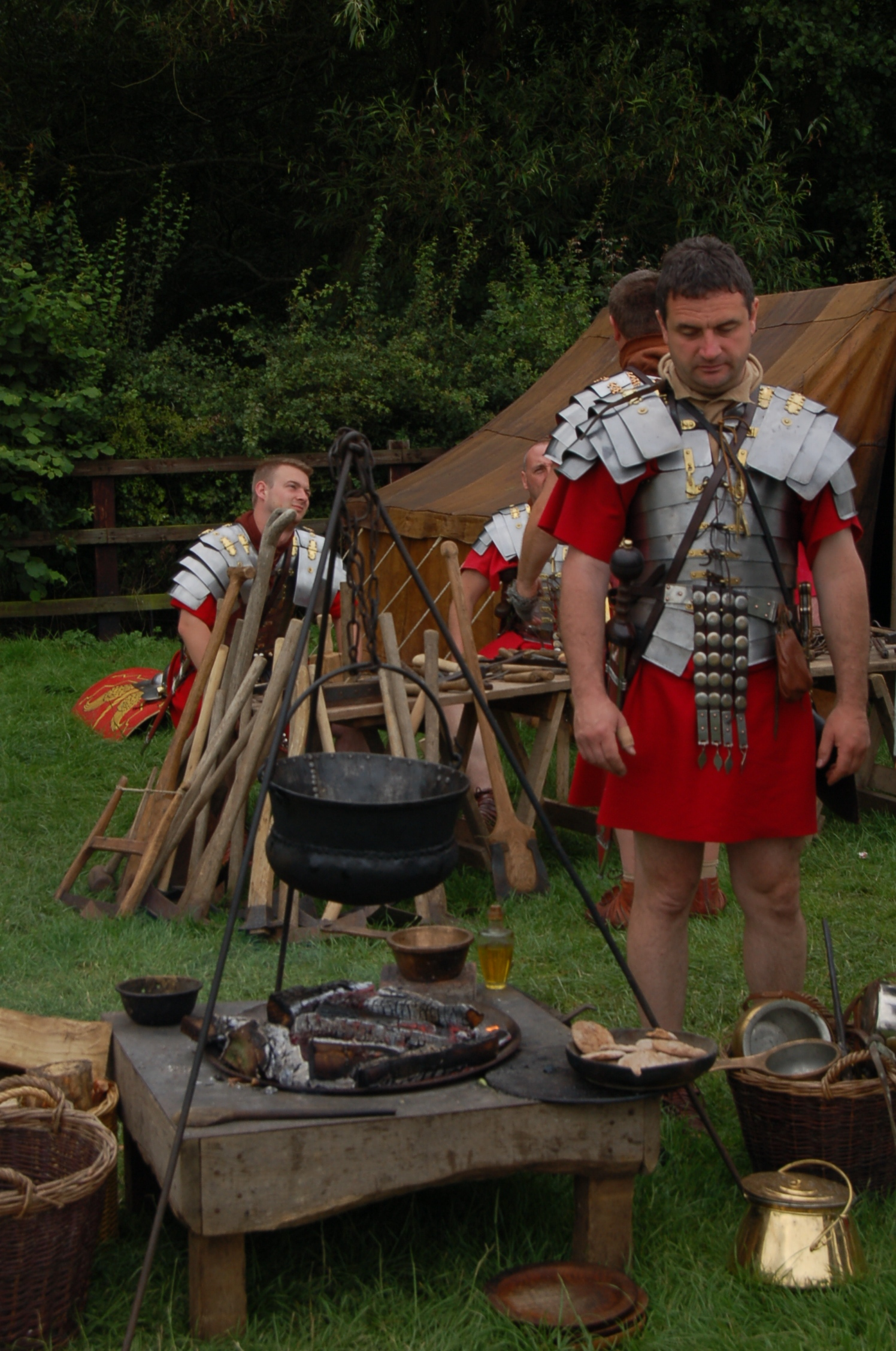
офицерская столовая
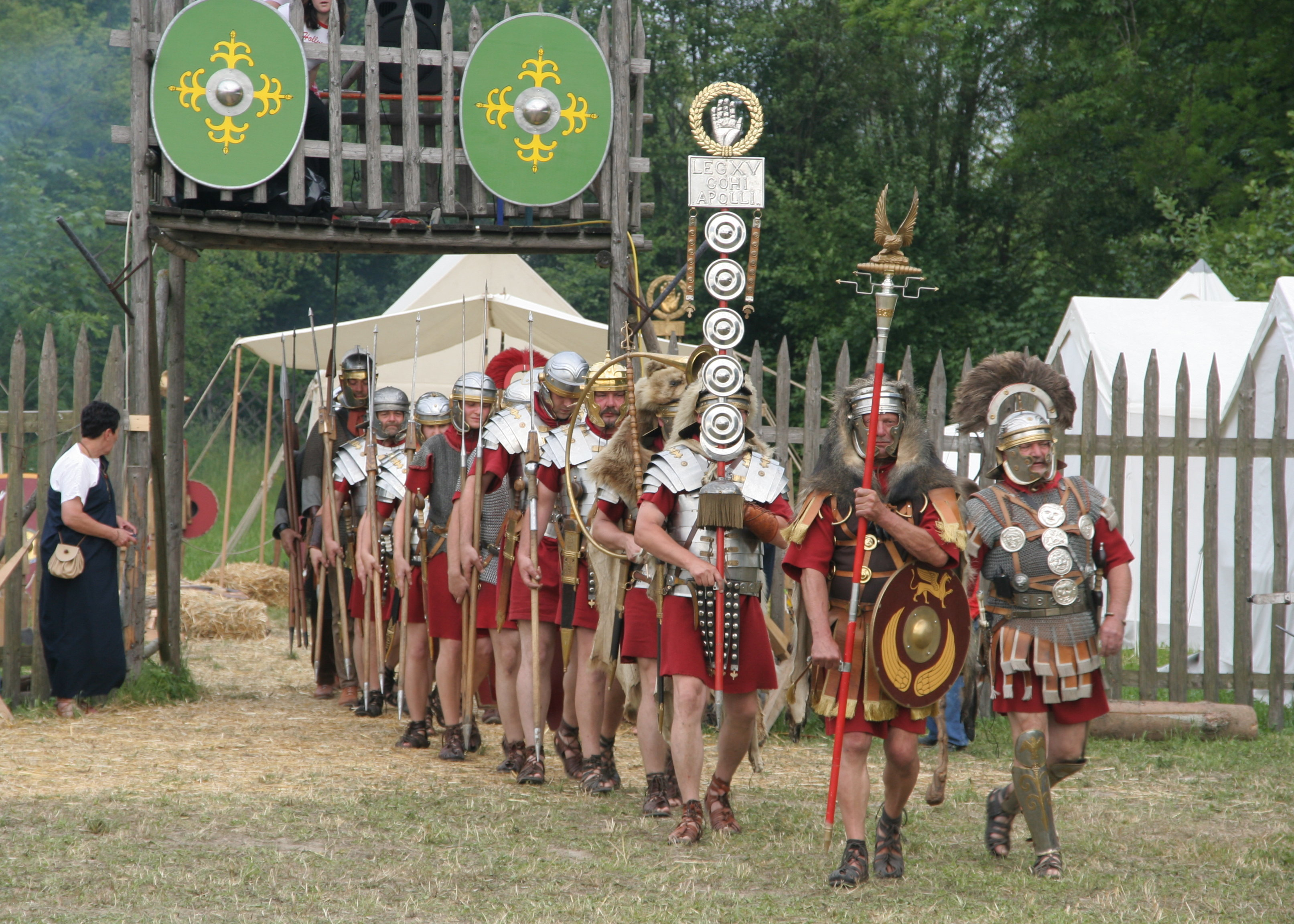
контрольно-пропускной пункт
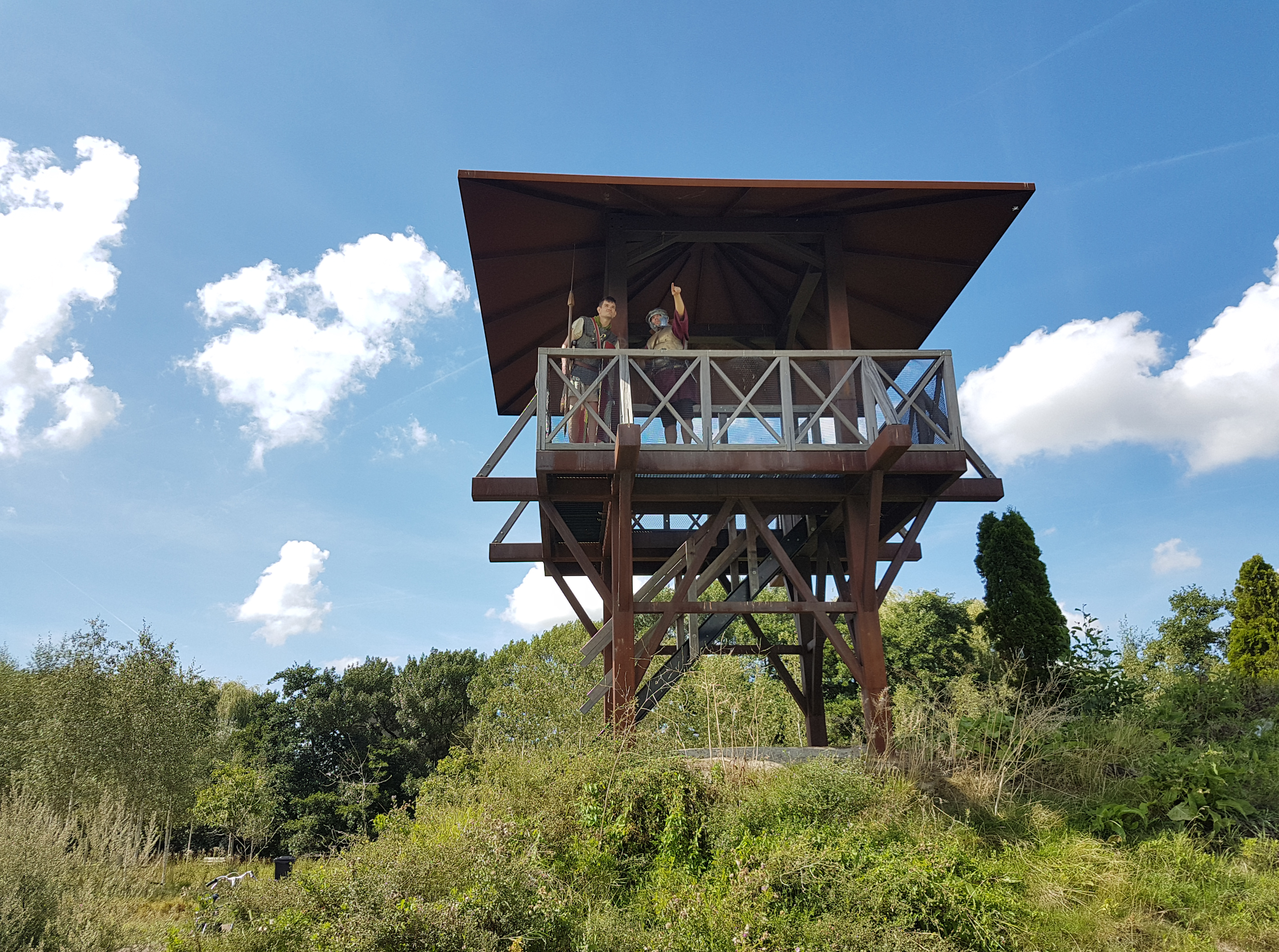
пост наблюдения на возвышенности
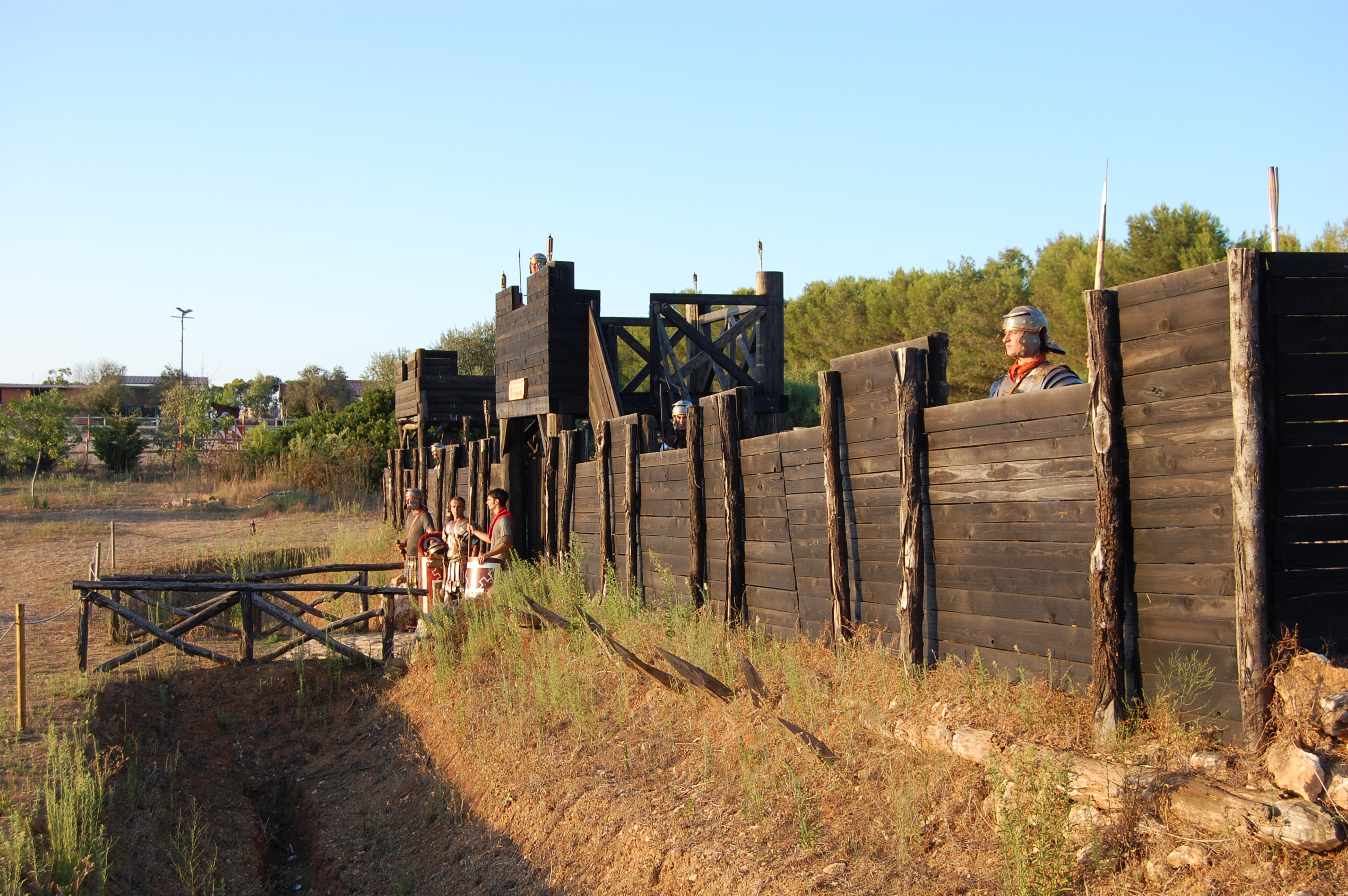
часовые на посту в дозоре
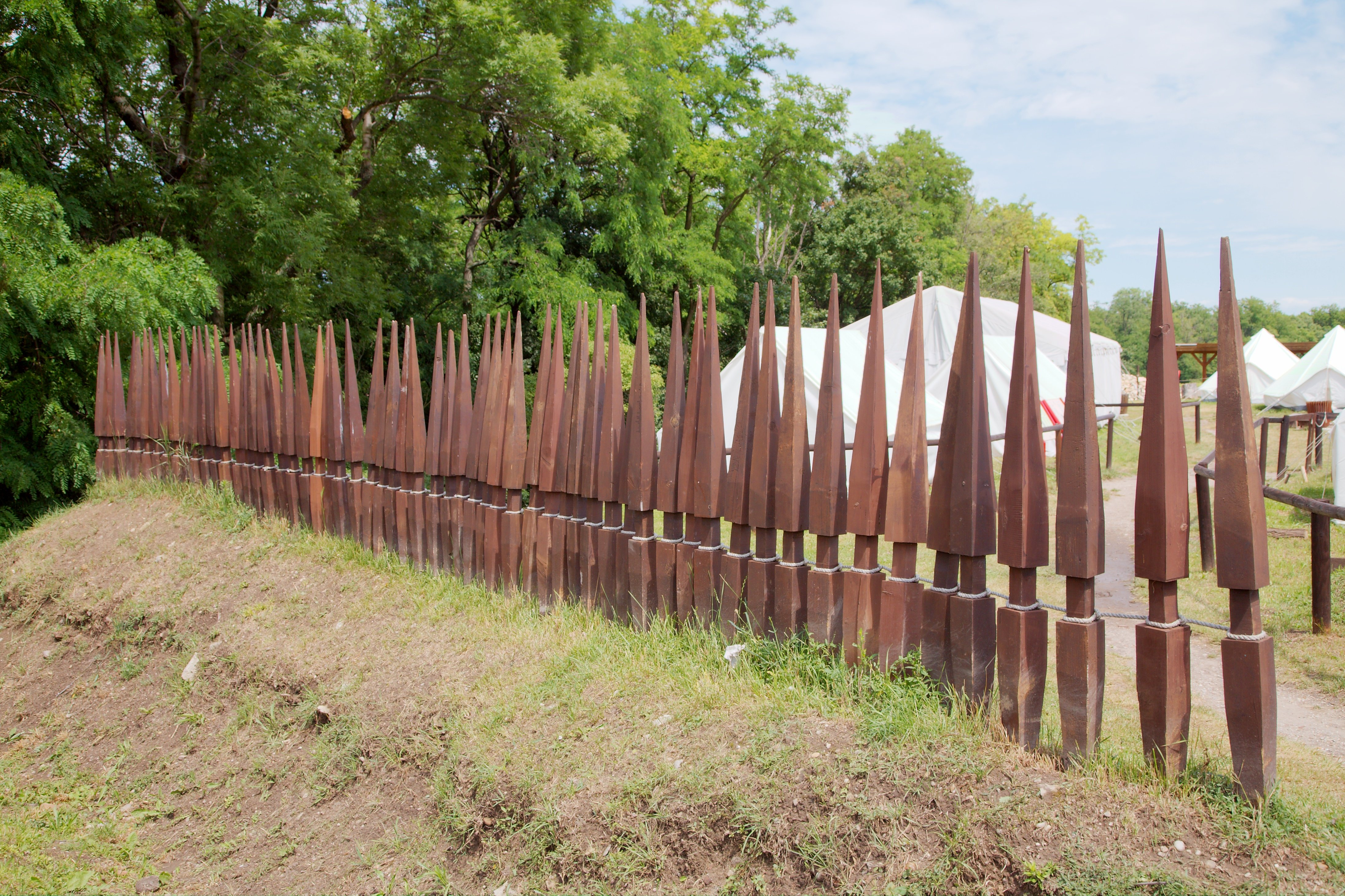
частокол
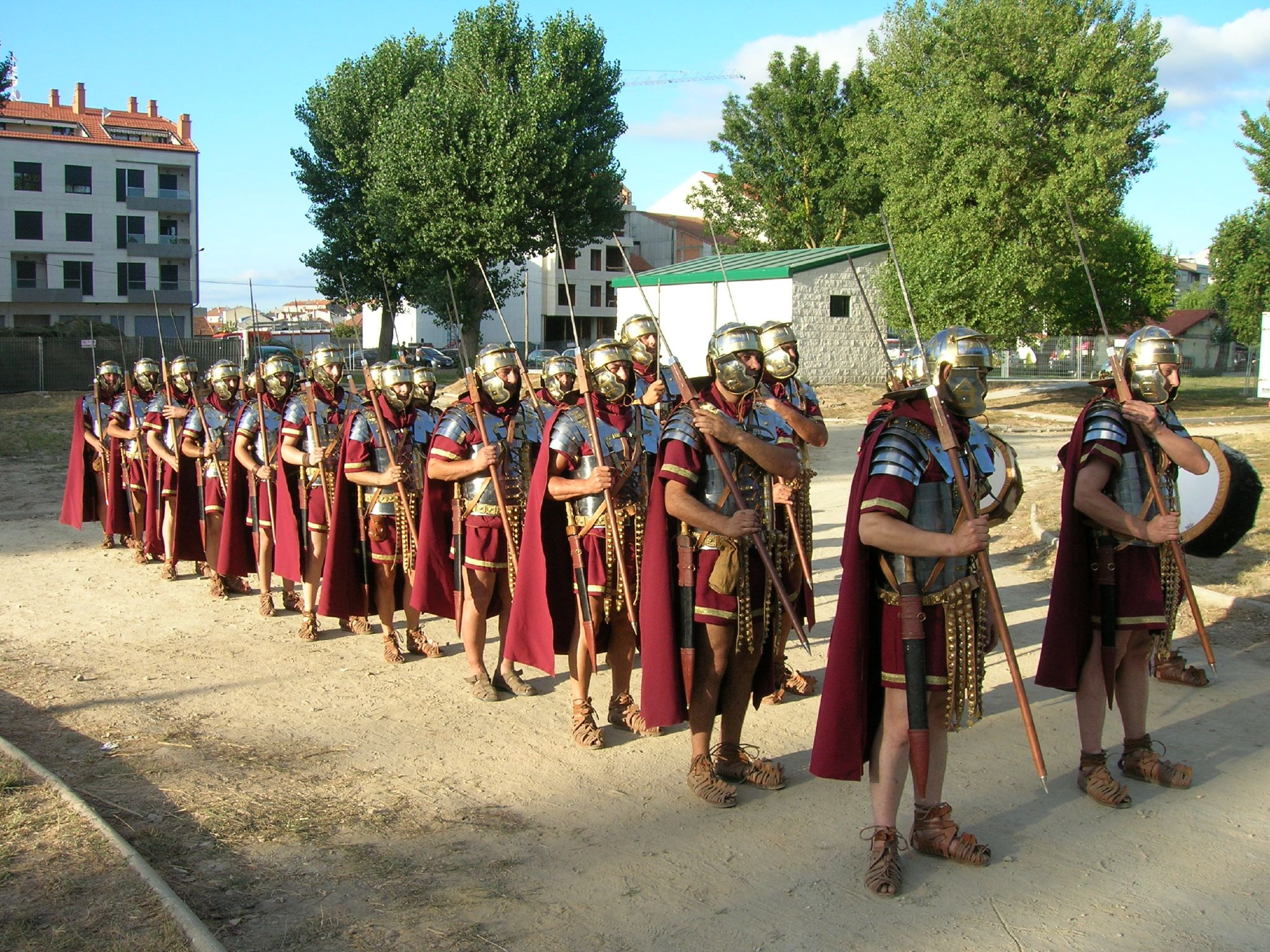
строевая подготовка
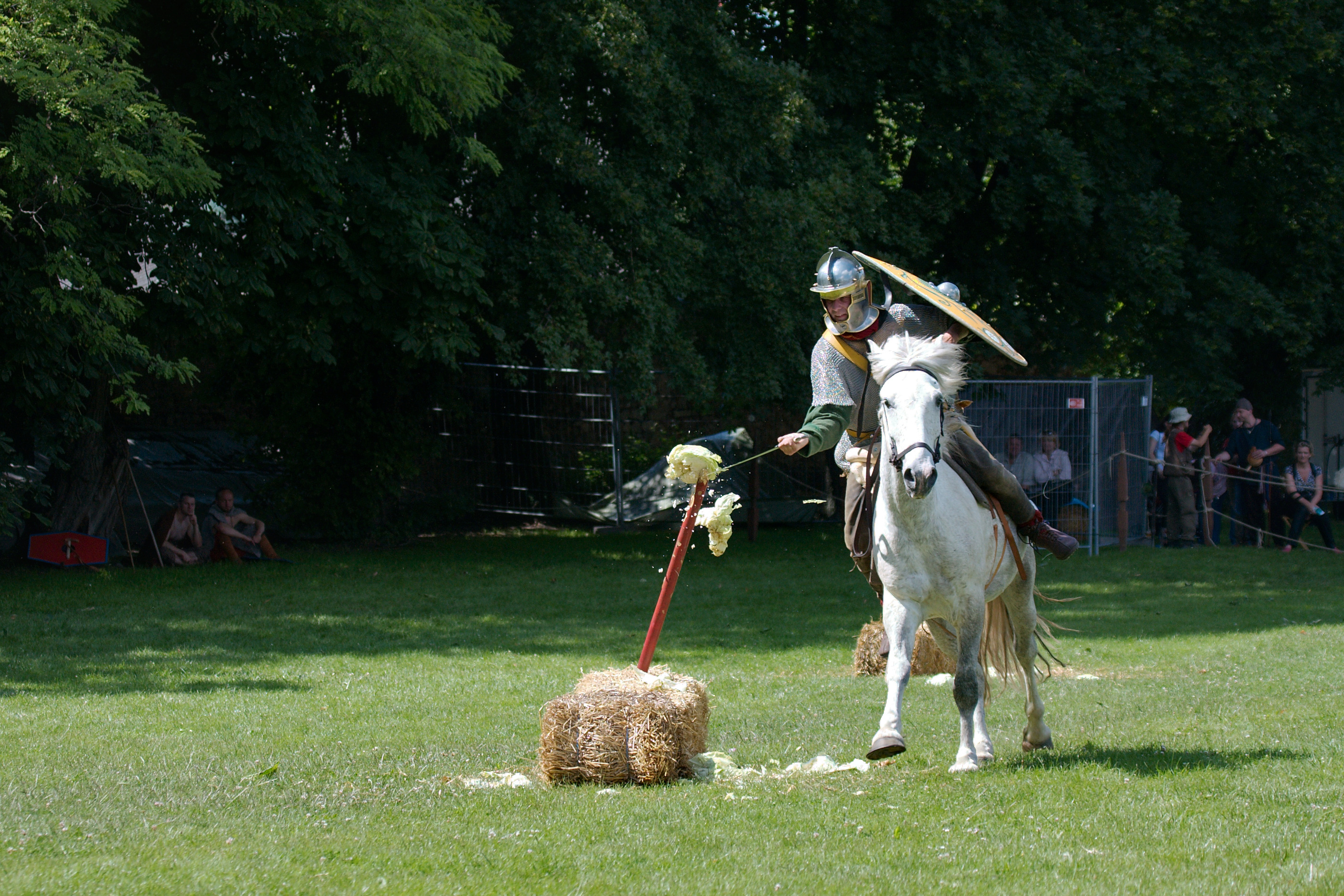
кавалерийская подготовка
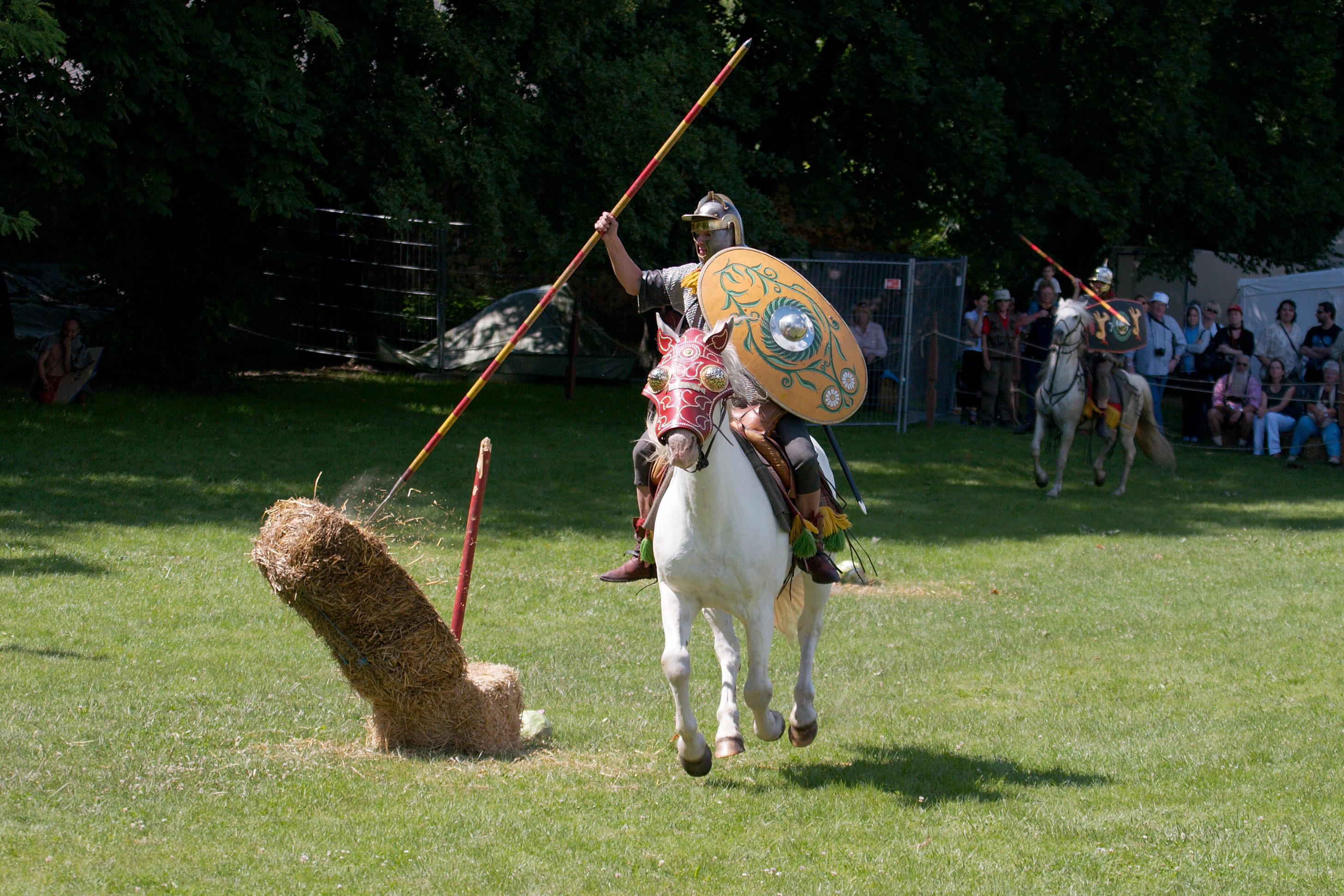
отработка копейной атаки верхом
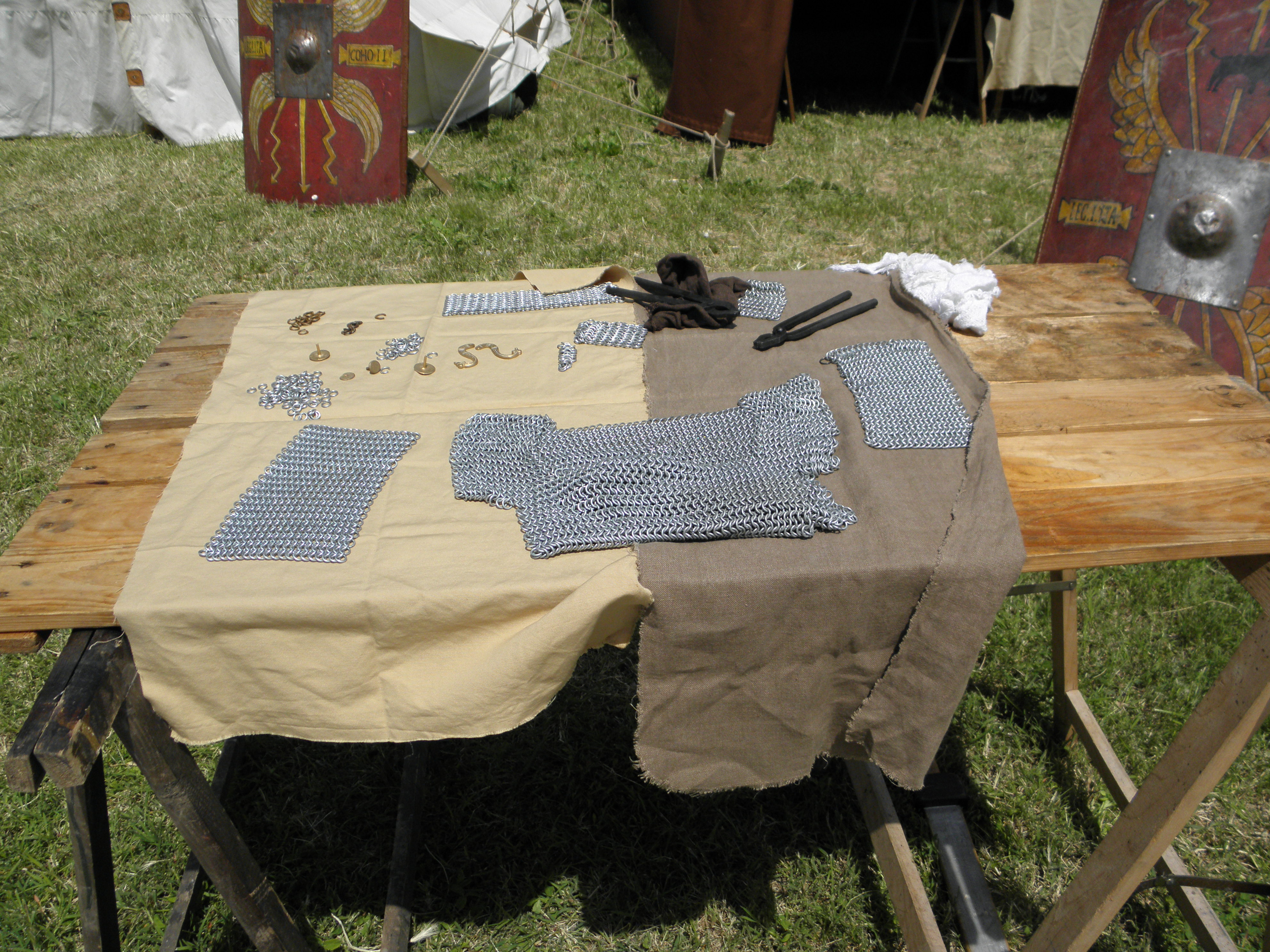
инвентарь для разборки и ремонта кольчуги в полевых условиях
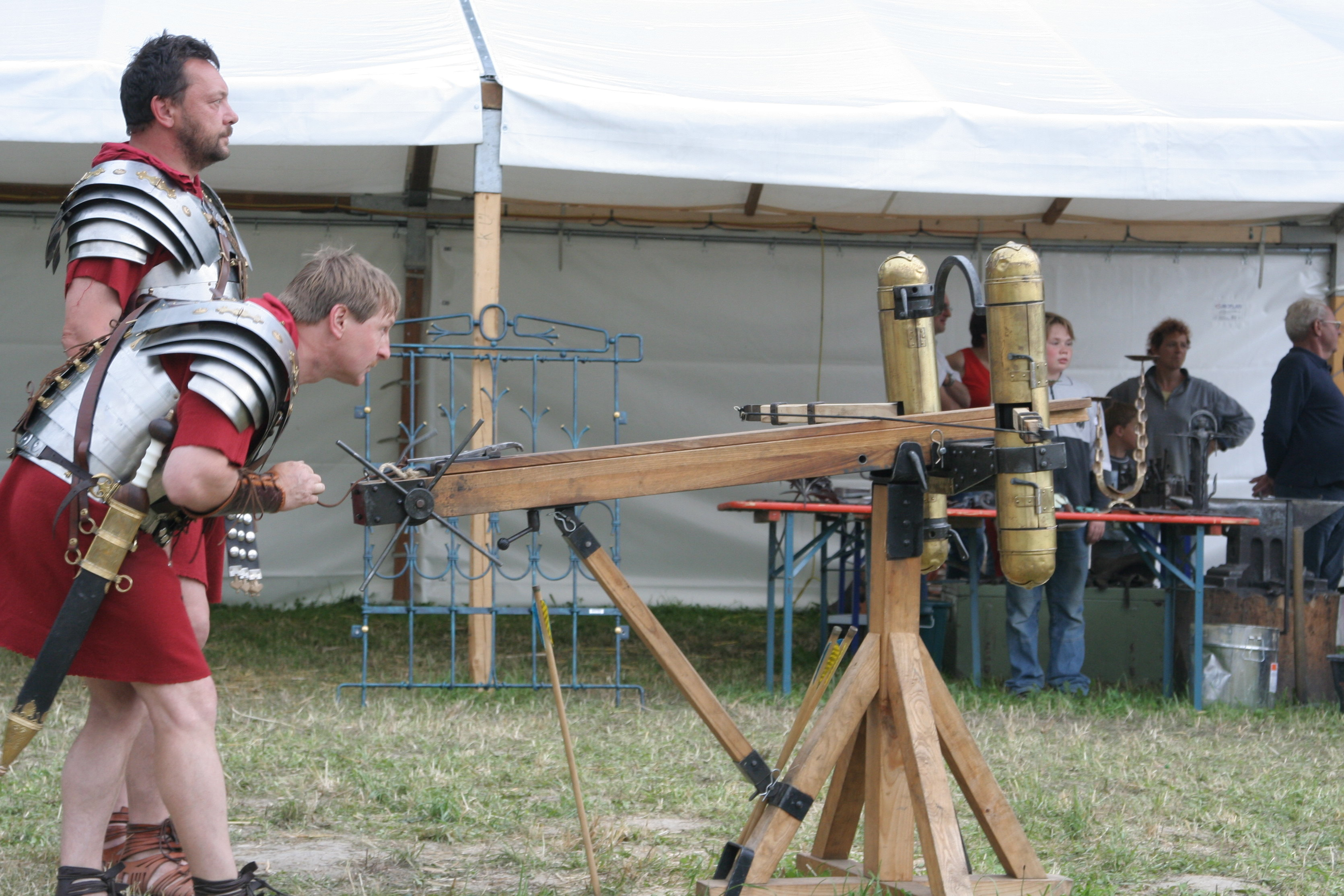
баллистики в процессе приведения оружия к нормальному бою
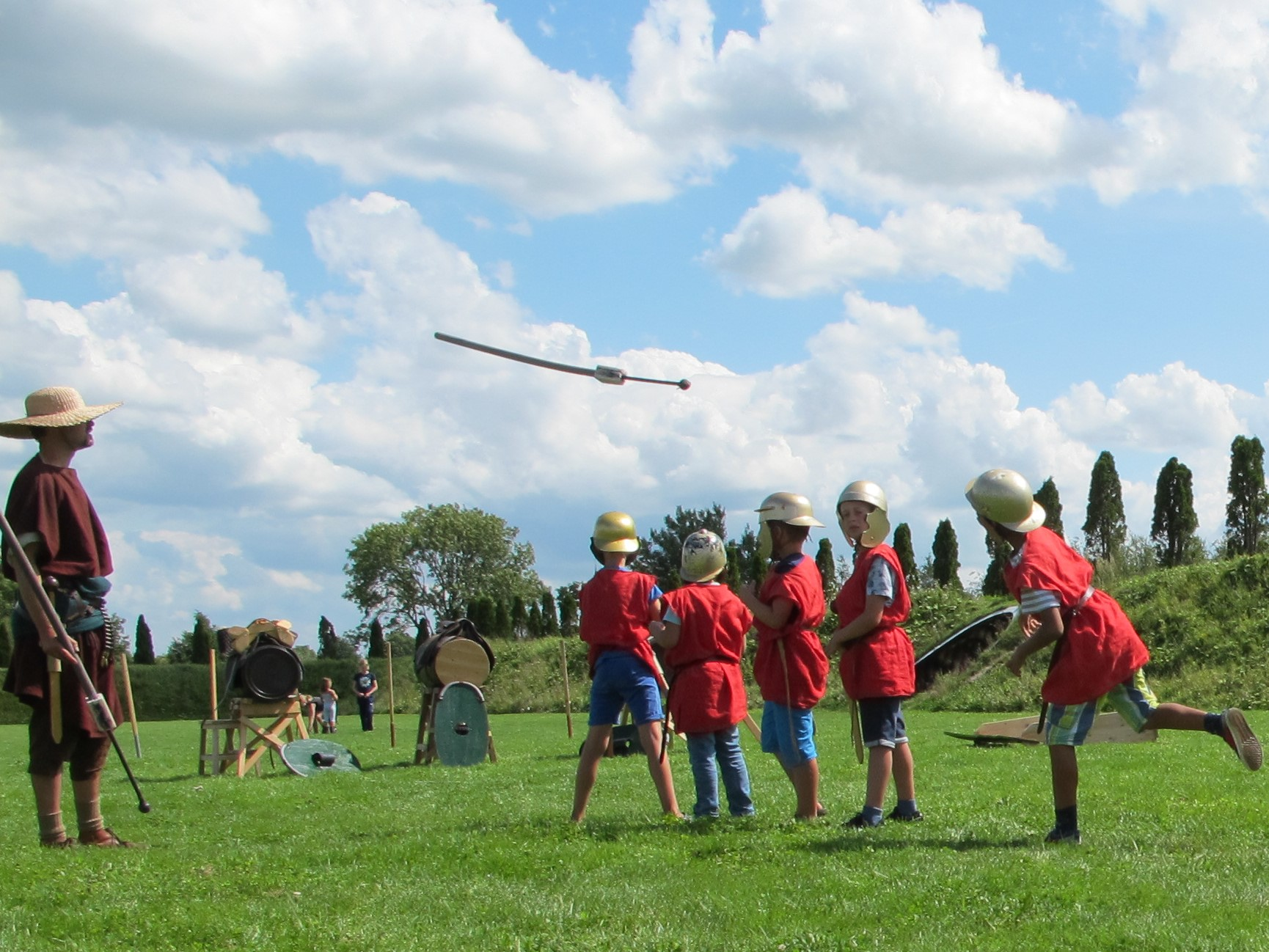
занятия по начальной военной подготовке для детей легионеров
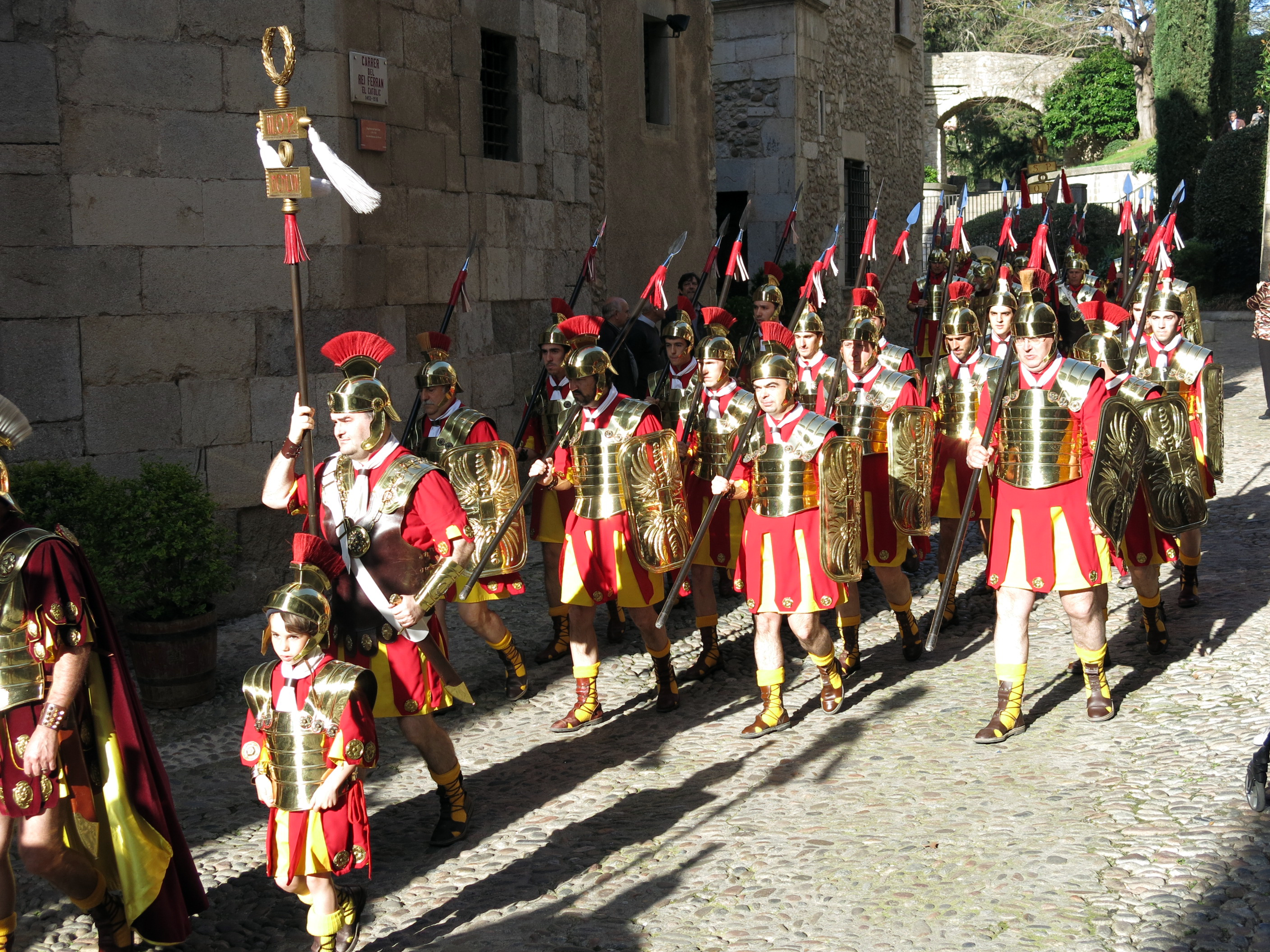
военный парад

## Легионы в новой истории
Название «легион» употреблялось в XVI—XX веках для воинских формирований нерегулярной численности, как правило, добровольческих (волонтёрских).

### Россия
Формирования типа легион, в Российской империи, были сформированы при императрице Екатерине II, в 1769 году, два отряда, каждый из 4 батальонов и одной команды пехоты, 6 эскадронов и одной команды кавалерии и 12 орудий, всего по 5775 человек личного состава. Один легион получил наименование Санкт-Петербургский, а другой Московский. По окончании очередной Турецкой войны, в 1775 году, оба легиона Русской армии были расформированы.
Позже сформировывались и другие легионы, например Греческий легион императора Николая I.

### Франция
В мире особенно известен Французский иностранный легион.

### Испания
В составе испанских вооружённых сил существует Испанский легион — как совокупность механизированных терций.